# Mikhaïl Bakounine
Michel Bakounine
Pour les articles homonymes, voir Bakounine.
Mikhaïl Aleksandrovitch Bakounine (en russe : Михаил Александрович Бакунин, prononcé : [mʲɪxɐˈil ɐlʲɪkˈsandrəvʲɪdʑ bɐˈkunʲɪn]), francisé en Michel Bakounine, né le 18 mai 1814 (30 mai dans le calendrier grégorien) à Priamoukhino (ru) près de Torjok (gouvernement de Tver, Empire russe) et mort le 1er juillet 1876 à Berne (Suisse), est un révolutionnaire, théoricien de l'anarchisme et philosophe russe qui a particulièrement écrit sur le rôle de l'État. Il pose dans ses écrits les fondements du socialisme libertaire.

## Biographie

### Les débuts

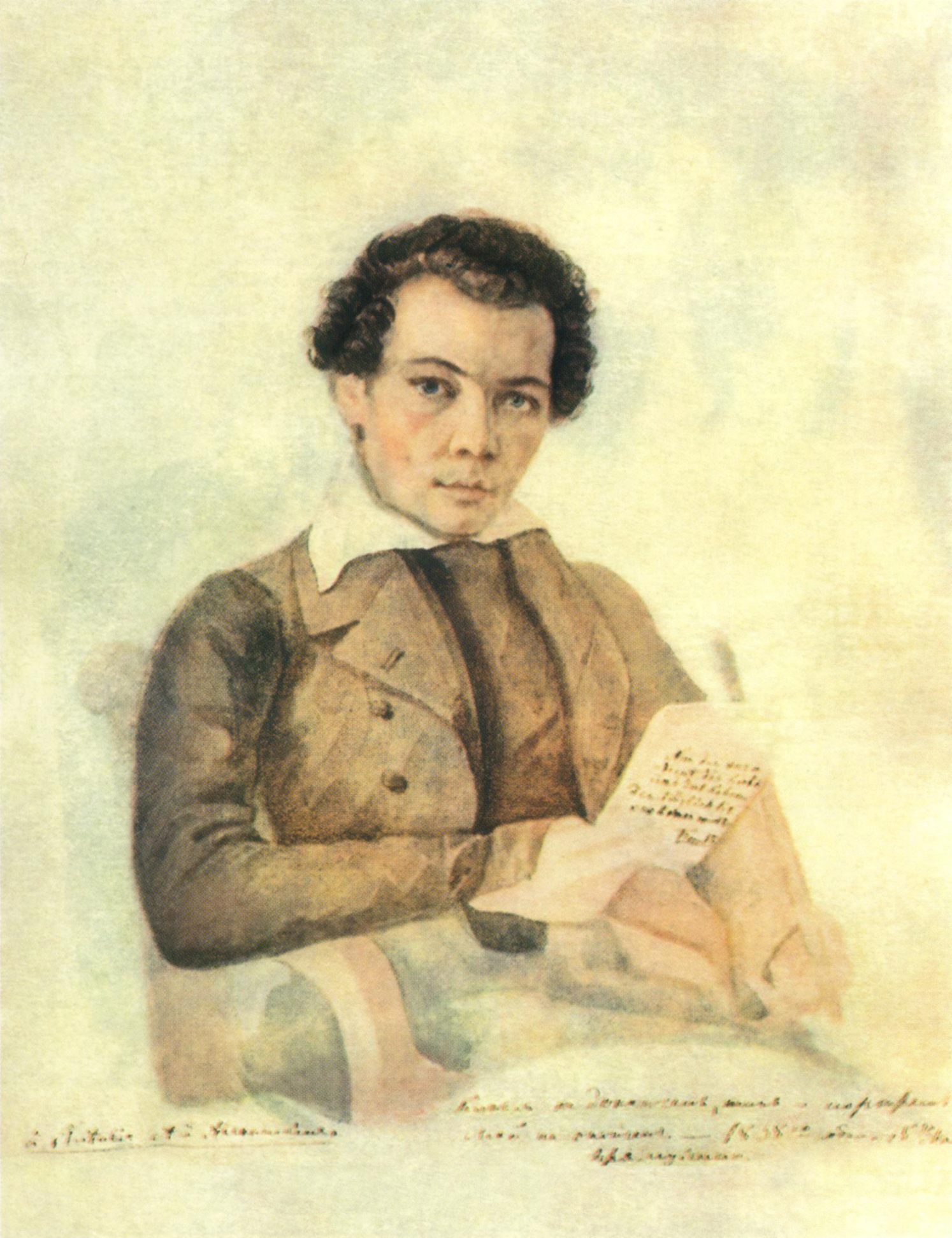
Autoportrait de 1838.

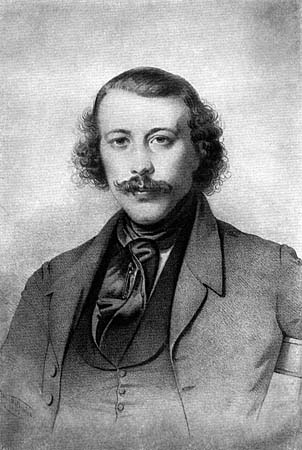
Portrait de 1843.

Mikhaïl Aleksandrovitch Bakounine naît le 30 mai 1814 dans le domaine familial de Priamoukhino, dans le gouvernement de Tver, où il vit jusqu'à l'âge de 14 ans. Son père, Alexandre Bakounine, issu d'une ancienne famille russe d'origine hongroise, l'envoie à l'école d'artillerie Constantin.
À 18 ans, après avoir abandonné la carrière militaire et refusé de rentrer dans l’administration, il s'inscrit à l'université d'État de Moscou, contre l'avis de son père, qui cesse alors de l'entretenir. Il y rencontre Nikolaï Stankevitch, qu'il considère comme son « créateur », Vissarion Belinski, sur qui il exerce une forte influence, Alexandre Herzen et Nicolas Ogarev. Il vit alors en traduisant des philosophes allemands comme Fichte et Hegel.
En 1840, il part pour l'Allemagne, grâce à de l'argent que lui donne Alexandre Herzen. Il s'inscrit à l'Université Friedrich Wilhelm de Berlin. Il rend visite à Schelling et entre bientôt en contact avec le cercle des jeunes hégéliens. C'est par l'aile gauche de l'hégélianisme que Bakounine, tout comme Karl Marx, devient révolutionnaire.
Début 1842, il se rend à Dresde où Arnold Ruge, un des chefs de file des jeunes hégéliens, publie les Annales allemandes (Die Deutschen Jahrbücher). Dans la capitale du royaume de Saxe, Bakounine s'initie à la pensée socialiste française (Charles Fourier, Louis Blanc, Étienne Cabet, Pierre-Joseph Proudhon) par la lecture d'un livre qui fait alors sensation en Allemagne, Le Socialisme et le communisme de la France contemporaine de Lorenz von Stein. Il publie dans le journal d'Arnold Ruge un article qui fait quelque bruit jusqu'en Russie : La réaction en Allemagne, fragment, par un Français, signé d'un pseudonyme francophone. Malgré cette précaution, la police tsariste commence à s'intéresser à lui. Les autorités allemandes n'hésitant pas à extrader les Russes réclamés par le tsar, Bakounine, inquiet, décide de quitter Dresde pour la Suisse, en compagnie du poète Georg Herwegh, en janvier 1843.
Il est d'abord accueilli dans les milieux démocrates allemands en exil de Zurich, où il rencontre Wilhelm Weitling, par l'intermédiaire de Herwegh, puis réside quelques mois à Nyon avant de partir pour Berne. Il y fait la connaissance de Carl Vogt et de ses quatre fils, notamment d'Adolf Vogt (de), qui restera un ami fidèle jusqu'à la fin de ses jours. C'est à Berne que la légation russe lui enjoint de rejoindre immédiatement son pays natal, ce qu'il refuse de faire. Un retour en Russie lui est désormais impossible. La Suisse ne lui paraissant plus un refuge sûr, il la quitte pour se rendre en Belgique en février 1844.
Ce bref passage à Bruxelles a une certaine importance puisqu'il y fait la rencontre de Joachim Lelewel, qui le sensibilise à la question polonaise et l'oriente vers le panslavisme. Contrairement à Lelewel et aux patriotes polonais, Bakounine rejette en effet le nationalisme et appelle à un soulèvement de l'ensemble des peuples slaves contre le despotisme, notamment russe, prévoyant pour ces peuples le premier rôle révolutionnaire en Europe.
Sans un sou en poche, il quitte Bruxelles en juin 1844 pour Paris, où il reste trois ans. Des exilés allemands le logent dans les locaux de leur journal, Vorwärts. Là, il retrouve Arnold Ruge et rencontre pour la première fois Marx et Friedrich Engels. Tout en gardant une certaine distance, il devient leur ami. À Paris, Bakounine apprend l'ukase du Tsar par lequel il perd la citoyenneté russe et ses titres de noblesse, et est condamné par contumace à la déportation en Sibérie.
Cela le rapproche des exilés polonais, poursuivis eux aussi par le tsar. Les Polonais bénéficient en France, à l'époque, d'une grande sympathie de l'opinion publique. Même si Bakounine éprouve des réticences politiques à leur égard, ils sont très introduits dans les milieux progressistes parisiens, et lui permettent d'élargir ses relations. Il devient un ami de George Sand, liée à l'émigration polonaise par Frédéric Chopin. Il rencontre Proudhon, en cours d'écriture de La Philosophie de la misère, et qui trouve en Bakounine un bon connaisseur de la philosophie allemande. Leurs discussions durent parfois la nuit entière.
En 1847, Alexandre Herzen s'expatrie à son tour et vient rejoindre les exilés russes de Paris. À la fin de 1847, de jeunes Polonais proposent à Bakounine de faire un discours à l'occasion de la commémoration annuelle de la révolution polonaise de 1830-1831, proposition qu'il accepte avec empressement. Devant 1 500 personnes, dans la salle Valentino (251 rue Saint-Honoré), il affirme que l'émancipation de la Pologne sera également celle de la Russie et exhorte les Polonais à sauver la Russie en la combattant. Il prône, en Russie, le soulèvement des paysans et des soldats unis avec la jeunesse pour mettre à bas le pouvoir du tsar. L'ambassadeur russe demande aussitôt l'expulsion de Bakounine.

### La révolution française de 1848. Dresde. L'emprisonnement.
La révolution française de 1848 à Paris surprend Bakounine alors qu'il est à Bruxelles pour y prononcer une nouvelle fois sa conférence sur la Pologne. Les trains étant arrêtés à la frontière française, il part à pied et met trois jours pour arriver à Paris. Il vit la révolution comme un réveil après un long sommeil. Pris par l'ivresse de ces journées folles, il se révèle alors infatigable. On le voit partout, à toutes les réunions, dans les clubs, dans les défilés, avec les miliciens. Marc Caussidière dit de lui : « Quel homme ! Quel homme ! Le premier jour de la Révolution il fait tout simplement merveille, mais le deuxième jour il faudrait le fusiller ».
La révolution s'est répandue comme une traînée de poudre en Europe. Elle a atteint Milan, Venise, Vienne, Berlin, les Pays-Bas, le Danemark… au cours de ce qu'on a pu appeler le Printemps des peuples. Mais pour Bakounine comme pour de nombreux démocrates, il est important que Polonais et Russes s'entendent pour qu'elle touche la Russie, terreau de toutes les réactions. Lorsque Bakounine propose au nouveau gouvernement républicain français d'aller en Pologne y faire de la propagande, celui-ci lui accorde une avance de 2 000 francs. Muni de deux passeports, Bakounine part en Allemagne. À Francfort, introduit par des lettres de recommandation de Georg Herwegh, qui s'apprête à envahir militairement le grand-duché de Bade pour prêter main-forte à l'insurrection de Friedrich Hecker, il entre en contact avec les démocrates réunis au sein du Parlement de Francfort. Mais l'ambiance fort peu révolutionnaire de l'Allemagne refroidit l'enthousiasme du Russe. Il comprend vite qu'une alliance des démocrates allemands et polonais est impossible.
Lorsque l'insurrection polonaise en Galicie et en Posnanie est écrasée, il décide de se rendre à Breslau puis à Prague, où se tient un congrès des Slaves autrichiens, que préside František Palacký. L'idée des dirigeants tchèques est de conserver les Habsbourg, mais de faire de Prague la capitale d'un empire austro-slave dans lequel les Slaves tiendraient le premier rôle à la place des Allemands. Les plus réactionnaires des Tchèques parlent quant à eux de rattacher tous les Slaves d'Autriche à l'Empire russe. Inimaginable pour Bakounine, admis à participer au congrès, qui parle de son côté de fédération des peuples slaves.
Le jour de la Pentecôte de 1848, la fin du congrès est marquée par de violentes émeutes, qui opposent des manifestants tchèques, étudiants pour la plupart, et les troupes autrichiennes, commandées par le prince Alfred de Windisch-Graetz. Bakounine se retrouve sur les barricades. Il faut cinq jours aux troupes pour rétablir l'ordre. C'est en Bohême, comme dans le reste de l'Europe, le signal du repli révolutionnaire.
Dans ce contexte, le 6 juillet 1848, la Neue Rheinische Zeitung de Cologne, le journal de Marx, publie un court entrefilet qui accuse Bakounine d'être un agent du Tsar, ce que prouveraient des documents qu'aurait en sa possession George Sand. Bakounine répond de Breslau et George Sand, qui ignore tout, fait publier par la Neue Rheinische Zeitung un démenti. Le journal s'excuse. Cette calomnie sera par la suite ré-utilisée contre Bakounine par des adversaires politiques. Pour l'heure, elle paralyse sérieusement ses tentatives d'organisation des Slaves, car elle continue sa route malgré tous les démentis.
L'été 1848, Bakounine est à Berlin, où il rédige une brochure de propagande, l’Appel aux slaves dans laquelle il développe de nouveau son programme : l'alliance des révolutionnaires slaves, allemands, hongrois, italiens, dans l'objectif de détruire les monarchies prussienne, autrichienne et russe. La Neue Rheinische Zeitung en publie une longue critique écrite de la main d'Engels. Bakounine admettra plus tard que la raison était plutôt du côté d'Engels, même si le texte de la Neue Rheinische Zeitung laisse transparaître le sentiment de la supériorité allemande sur les peuples slaves. Cela ne vaut d'être signalé ici que parce que cette querelle germano-slave perdurera jusque dans les conflits au sein de la Première Internationale.
Mais Bakounine ne désarme pas et a déjà de nouveaux projets révolutionnaires en Bohême. Pour les favoriser, il s'établit à partir du mois de mars 1849 à Dresde.

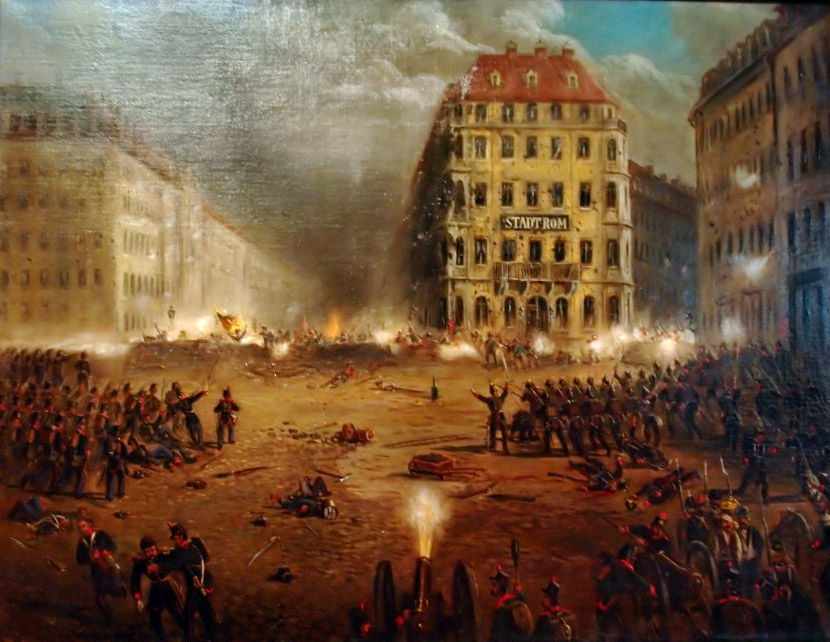
Insurrection de Dresde, 1849

Le projet constitutionnel établi par le Parlement de Francfort est rejeté par le roi de Prusse qui propose aux autres monarques allemands son armée pour réprimer les poussées démocratiques de leurs sujets. Le rejet de la constitution, et la rumeur de l'intervention prussienne en Saxe, provoquent l'insurrection de Dresde à compter du 2 mai 1849. Le roi de Saxe et ses ministres fuient la capitale et les insurgés se retrouvent, pratiquement sans combattre, les maîtres de la ville dès le 4 mai, ne sachant trop que faire de cette victoire. Leurs atermoiements et les négociations qu'ils tentent avec le roi, tandis que l'armée prussienne approche, coûteront cher. Bakounine, grâce à sa personnalité et à la décision dont il fait preuve, devient rapidement un des chefs de l'insurrection. Il se retrouve dans son élément, et se multiplie sur tous les fronts. Dresde est bientôt encerclée par les Prussiens. Bakounine, en compagnie notamment de Richard Wagner, doit s'enfuir, mais il est arrêté à Chemnitz.
Il est ramené à Dresde et maintenu enchaîné en prison avant d'être transféré à la forteresse de Königstein. Il est jugé et condamné à mort en janvier 1850, mais, par crainte de l'opinion publique encore échauffée par les récents événements, la peine est commuée en travaux forcés à perpétuité. L'Autriche et la Russie réclament le prisonnier pour le juger. Le Tsar est particulièrement insistant, mais le 12 juin 1850 le gouvernement saxon livre finalement le révolutionnaire aux autorités autrichiennes, qui l'emprisonnent à Prague puis à Olmütz. Il est de nouveau jugé. Le 15 mai 1851 on lui apprend dans le même temps qu'il est condamné à mort, que la sentence est commuée en travaux forcés et qu'il est livré à la Russie. Il est transféré et enfermé dans le fameux ravin Alexis de la forteresse Pierre-et-Paul de Saint-Pétersbourg (puis, à partir de 1854 à Chlisselbourg).
Deux mois après son entrée en Russie, il reçoit la visite du ministre de l'Intérieur, le comte Orlov, missionné par Nicolas Ier. Ce dernier demande au prisonnier de lui écrire non pas comme à son juge mais « comme à son confesseur ». Ce que souhaite le tsar, en échange d'une possible clémence, c'est une dénonciation en bonne et due forme des réseaux révolutionnaires. Il ne l'obtient pas, mais Bakounine écrit sa Confession. Le texte accable les amis de Bakounine lorsqu'il est enfin connu, après la révolution d'Octobre ; pourtant il ne révèle au Tsar que ce qu'il sait déjà par ailleurs. La Confession demeure un document essentiel sur le « premier » Bakounine, sa vie et ses pensées.
Les années passent et le régime de la prison dégrade petit à petit la santé de Bakounine. Il souffre de scorbut et perd toutes ses dents. Son cœur et son foie sont affectés et parfois son estomac refuse toute nourriture. Lui qui était une force de la nature, sort de l'épreuve brisé et vieilli.
Nicolas Ier meurt en 1855, et le régime se libéralise quelque peu. En 1857, la peine de Bakounine est commuée en déportation à perpétuité en Sibérie.
Son lieu de résidence est tout d'abord fixé à Tomsk, en Sibérie occidentale. C'est là qu'il rencontre Antonia Kviatkowska, la fille d'un exilé polonais, qu'il épouse. En 1859, il obtient le droit de se fixer à Irkoutsk, dans une province que son cousin et ami d'enfance le comte Nikolaï Mouraviov-Amourski gouverne. Il obtient là le statut de voyageur de commerce. C'est grâce à lui qu'il parvient à s'évader.
Prétextant la nécessité d'un voyage d'étude à réaliser à Nikolaïevsk-sur-l'Amour, port sur le Pacifique, il y part flanqué d'un gardien à qui il parvient à fausser compagnie. Il s'embarque sur un bateau en partance pour le Japon. Son voyage de retour le mène ensuite à San Francisco et New York. Il atteint Londres en décembre 1861. Il retrouve là Alexandre Herzen et Nikolaï Ogarev qui y publient le Kolokol.

### Le retour en Europe

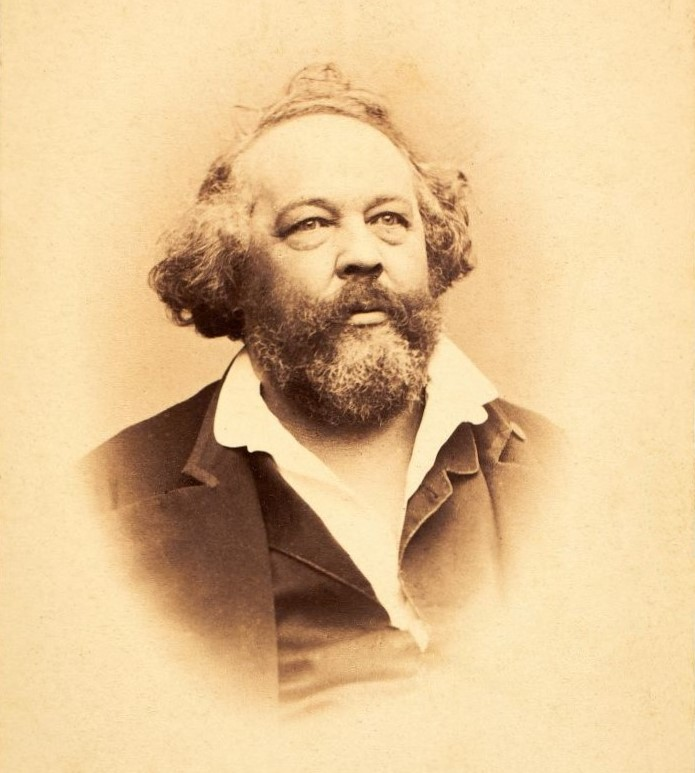
Photographie de Mikhaïl Bakounine par Georges-Mathurin Legé à Paris.

Londres est alors la capitale de la proscription européenne. Outre Herzen et Ogarev, Bakounine y retrouve Arnold Ruge, Louis Blanc, Caussidière, et y fait la connaissance de Mazzini. Karl Marx et Friedrich Engels sont là aussi. Bakounine traduit à cette époque leur Manifeste du parti communiste (il s'agit de la première traduction de ce texte en russe). En 1864 et 1865, Marx espère que Bakounine va renforcer l'Association internationale des travailleurs (AIT) en Italie, mais ce dernier ne donne pas suite. Marx conservait cependant son amitié à Bakounine, lui offrant par exemple un exemplaire de la première édition du Capital.
Bakounine pousse Herzen et Ogarev à radicaliser le Kolokol. L'influence du journal est loin d'être négligeable en Russie même, mais son ton est trop modéré au goût de Bakounine. D'après lui, il faut relancer la propagande révolutionnaire auprès de l'ensemble des Slaves, et surtout des Polonais, et constituer une organisation secrète internationale en mesure de fédérer les énergies. D'autant plus que les choses bougent en Russie, une nouvelle génération de révolutionnaires, les Narodniki, entre en scène sous l'influence notamment de Nikolaï Tchernychevski. Mais Herzen se montre réticent, il est convaincu qu'une réconciliation entre le tsar et son peuple est encore possible. Toute l'activité de Bakounine à cette époque se tourne donc vers son pays natal. Il écrit successivement trois brochures : Romanov, Pougatchev, Pestel ? d'une part, À mes amis russes et polonais d'autre part, La Cause populaire enfin.
Le déclenchement de l'insurrection polonaise de 1863 donne de grands espoirs à Bakounine. Certes, il s'agit avant tout d'un soulèvement aristocratique, mais l'indépendance de la Pologne, notablement plus avancée dans ses mentalités que la Russie, est pour lui pleine de potentialités pour la révolution slave. Il ne trouve pourtant guère de sympathies et de confiance chez les patriotes polonais qu'il rencontre à Paris. Il décide donc de s'embarquer pour Stockholm, d'où il espère provoquer des troubles en Finlande, alors territoire russe. Il rejoint à Malmö une expédition de volontaires partie de Londres pour débarquer sur la côte baltique russe et y déclencher un mouvement sur le modèle de celui de Garibaldi. L'expédition échoue piteusement et ne peut même pas atteindre la Russie. Bakounine n'est pas inquiété et retourne à Stockholm.
Antonia vient de le rejoindre. Ensemble, ils s'établissent à Florence. C'est à cette époque, un peu plus calme dans la vie du révolutionnaire, malgré un nouveau voyage en Suède, à Londres et à Paris - où il rencontre de nouveau Pierre-Joseph Proudhon et fait la connaissance d'Élie et Élisée Reclus — que certains datent la conversion définitive de Bakounine aux idées anarchistes. C'est aussi l'époque où il commence à organiser la Fraternité Internationale. Celle-ci ne rompt pas avec le principe romantique des sociétés secrètes, coutumier dans l'Italie du Risorgimento mais dépassé, alors même que le mouvement ouvrier est sur la voie des grandes organisations de masse. Il en est friand et ne se départ jamais de ce travers — qui cause tant de troubles au sein de l'Association internationale des travailleurs (AIT). La Fraternité est constituée d'une « famille internationale » et de « familles » nationales, regroupées en cercles locaux. Les « familiers » sont des révolutionnaires convaincus, complètement acquis à la cause de la liberté, et dont la discrétion est assurée. Le programme et le ciment de l'organisation est le Catéchisme révolutionnaire. Font partie de la Fraternité : parmi les Italiens Giuseppe Fanelli, Saverio Friscia ; parmi les Français les frères Reclus (en 1865), Benoit Malon, Alfred Naquet ; parmi les Suisses Charles Perron (en 1868), James Guillaume (en 1869) ; parmi les Polonais Valérien Mroczkowski ; parmi les Russes Nikolaï Ivanovitch Joukovski.
En septembre 1867, la guerre menace entre la France et la Prusse. Sous l'égide de la Ligue de la Paix et de la liberté se réunit un congrès à Genève, le Congrès démocratique et international de la Paix. Les plus grands noms de la démocratie européenne font partie de l'initiative : Victor Hugo, Louis Blanc, Pierre Leroux, Edgar Quinet, Jules Vallès, Ludwig Büchner, John Stuart Mill, Giuseppe Garibaldi... La semaine précédente, du 2 au 7 septembre, s'était tenu à Lausanne le second congrès général de l'Association internationale des travailleurs (AIT), qui avait été invitée à se faire représenter au congrès de la paix. Eugène Dupont y prend la parole au nom de l'Internationale. Bakounine est présent aussi (il n'est pas encore membre de l'AIT). Il prononce un violent discours lors de la seconde séance. Il est clair dès ce moment-là que, parmi ces pacifistes bourgeois, tout au plus capables d'imaginer avant la lettre la création d'une Société des Nations, Bakounine - avec l'aile gauche du congrès qu'il représente - détonne, lorsqu'il met en avant des idées socialistes à visée immédiate, portant sur une organisation radicalement opposée aux règnes des empires, et finalement sur l'organisation internationale d'une fraternité politique effective parce que performative. L'assemblée se sépare sans être capable de se mettre d'accord sur une résolution finale, et il est décidé de constituer une commission chargée d'élaborer un programme qu'elle soumettra à un second congrès, devant se réunir l'année suivante. Bakounine fait partie de cette commission. Comme elle doit tenir ses réunions à Berne, il décide de s'installer sur les bords du Lac Léman et réside alternativement à Genève, Vevey et Clarens. Il passe les mois qui suivent à tenter de rallier à ses vues la commission de la Ligue de la Paix et écrit à cette fin Fédéralisme, Socialisme, Antithéologie.

### Dans la Première Internationale

#### L'Alliance internationale de la démocratie socialiste
La rupture au sein de la Ligue de la Paix et de la Liberté entre la minorité socialiste et le radicalisme bourgeois se produit au congrès de Berne, en septembre 1868. Les socialistes révolutionnaires claquent la porte et décident de fonder l'Alliance internationale de la démocratie socialiste, laquelle demande son adhésion en bloc à l'Association internationale des travailleurs. L'Alliance est la face publique de la Fraternité Internationale, les deux structures existant parallèlement, l'une en plein jour, l'autre dans l'ombre. L'Alliance fonctionne avec un « Bureau central » qui réside à Genève, des groupes nationaux pour chaque pays et des groupes locaux. Le groupe local de Genève est constitué le 21 novembre 1868. Il compte d'emblée 145 membres. En février 1869, Bakounine se rend au Locle, avec l'objectif d'y constituer un groupe. James Guillaume, Adhémar Schwitzguébel ou encore Auguste Spichiger en font partie. Le socialisme anti-autoritaire trouve dans le Jura suisse une implantation forte et durable grâce à ces militants de la Première Internationale. On a pu discuter des raisons du succès des idées bakouniniennes auprès de ces ouvriers et de ces artisans jurassiens, souvent pour en conclure que les jurassiens avaient sans doute davantage influencé Bakounine que le contraire.

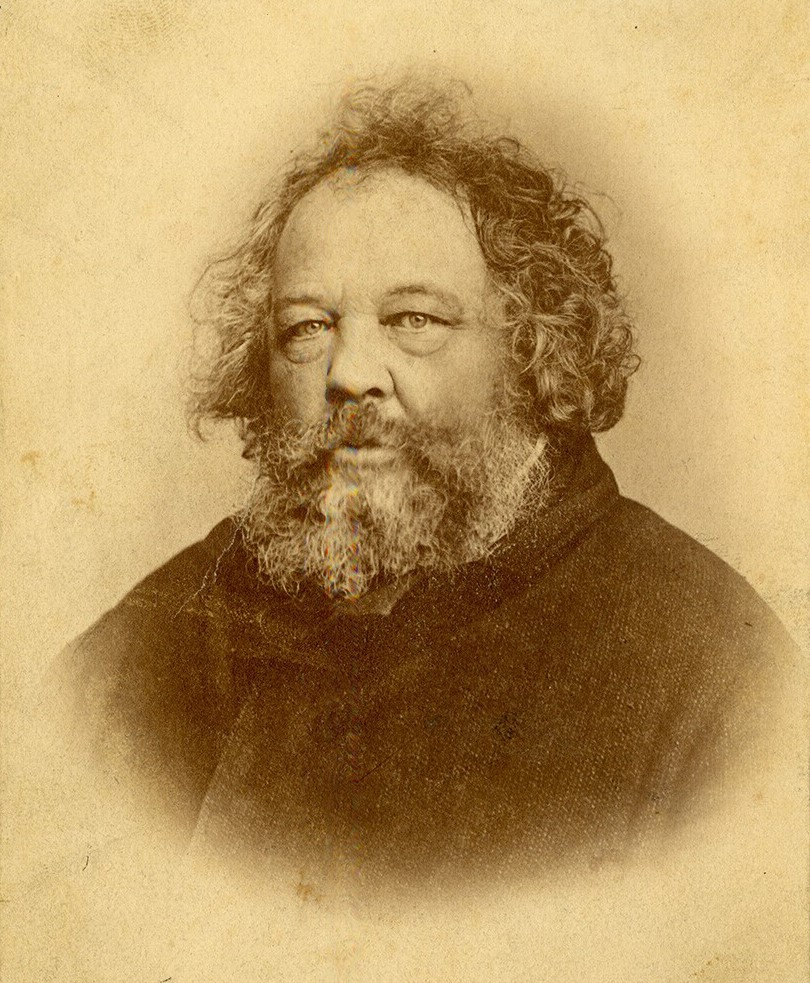
Mikhaïl Bakounine

Cependant, la demande d'adhésion de l'Alliance est rejetée par le Conseil Général de Londres (résolution du 22 décembre 1868). Celui-ci considère en effet ne pas pouvoir intégrer une organisation internationale dont les structures feraient en quelque sorte double emploi avec celles, fédérations régionales ou locales, de l'AIT. Après de vives discussions internes, les alliancistes reconnaissent le bien-fondé du raisonnement du Conseil Général, et le Bureau central de l’Alliance est dissout en février 1869, les groupes divers dont elle était composée adhérant à l'Internationale séparément. Par courrier daté du 28 juillet 1869, Johann Georg Eccarius, au nom du Conseil Général, accepte l'adhésion du groupe de Genève de l'Alliance comme section de l'Internationale.
Le problème n'est toutefois pas résolu, et la question de l'Alliance reste jusqu'à l'exclusion de Bakounine et de Guillaume au congrès de La Haye en 1872, jusqu'à la scission définitive, un point de crispation considérable. Il suffit pour s'en convaincre de consulter le volumineux rapport, plus volumineux encore que le compte-rendu intégral du congrès de La Haye, que le Conseil Général consacre à l'Alliance. Marx est persuadé que l'Alliance n'est pas véritablement dissoute, ce en quoi il n'a pas tort, puisque la Fraternité Internationale existe encore. Marx et ses amis, dans le feu de la polémique, tendent cependant à exagérer les machinations de l'Alliance et à minimiser ce qui pouvait relever de véritables divergences théoriques. Ainsi, par exemple, la réception en Espagne du programme de l'Alliance et l'adhésion que ce programme y trouve ne doivent rien à l'existence de supposées conspirations : la Alianza en Espagne est une organisation à part entière, sans lien organisationnel avec l'Alliance bakouninienne. De surcroît, comme le souligne Arthur Lehning, l'Alliance de Bakounine ne serait, dans son fonctionnement, au fond pas tellement différente du réseau que Marx entretient par voie épistolaire avec divers correspondants en Europe.
En janvier 1869 est fondée, entre les différentes sections suisses de langue française, la fédération romande. Son siège fédéral est fixé à Genève pour l'année suivante. Elle se dote d'un règlement, et décide la publication d'un journal, L'Égalité. Au sein d'un comité de rédaction de neuf membres, Perron et Bakounine abattent le plus gros du travail. Les collaborations de Benoît Malon, Eugène Varlin, Elisée Reclus, Hermann Jung ou encore Eccarius ont été sollicitées et obtenues.
La croissance que l'Internationale connaît à Genève depuis la grève victorieuse menée dans le bâtiment au printemps 1868 ne dissimule pas de graves dissensions internes. Le prolétariat genevois est en effet divisé entre la fabrique et le bâtiment. La fabrique, ce sont les métiers « nationaux » de l'horlogerie, de la joaillerie et des boîtes à musique. Tandis qu'il y a une forte proportion d'étrangers dans le bâtiment, les ouvriers de la fabrique sont presque tous genevois et ont le droit de vote. Aussi font-ils l'objet d'une vive sollicitude de la part du parti radical, qui compte bien instrumentaliser l'Internationale par leur intermédiaire pour se hisser au pouvoir. On retrouve donc une ligne de rupture « classique » entre une fabrique réformiste, prête à collaborer à la politique bourgeoise, et un bâtiment révolutionnaire, sur des positions de rupture. Durant l'été 1869, au cours de la préparation du congrès de Bâle (IVe congrès de l'Internationale, du 6 au 12 septembre 1869), la fabrique, au sein du Comité genevois, tente d'évacuer le débat sur les questions de la propriété collective et du droit d'héritage. Malgré tout, imposés par une assemblée générale, deux rapports sont finalement rendus : ils sont présentés, sur la première question par Paul Robin, sur la seconde par Bakounine.
Bakounine a deux mandats pour le congrès de Bâle, l'un de l'Association des ouvrières ovalistes de Lyon, l'autre de la Section des mécaniciens de Naples. La grande majorité du congrès adopte des positions collectivistes, contre une minorité proudhonienne, mais la question de l'héritage cristallise les divergences entre « marxiens » et « bakouninistes ». Le rapport du Conseil Général - qui présente le point de vue marxien - déclare que le droit d'héritage est le résultat et non la cause de l'organisation économique, et qu'il s'agit avant tout d'abolir le capitalisme : la chute du capitalisme entraînera la fin du droit d'héritage. Il indique comme mesures pratiques immédiates l'établissement d'impôts sur la succession, et la limitation du droit de tester. Pour Bakounine, ces dispositions ne suffisent pas, demander l'abolition pure et simple de l'héritage est la bonne revendication, l'axe de propagande le plus efficace. Au moment des votes, ce sont les positions de Bakounine qui obtiennent le plus grand nombre de voix. Ce revers est pour Marx le signe de l'influence grandissante des idées de Bakounine au sein de l'Internationale, et de la nécessité d'y mettre un coup d'arrêt.
Le 27 septembre 1869, la Section de l'Alliance de Genève demande officiellement au Comité fédéral romand son adhésion à la Fédération romande. Le Comité, pour ne pas porter ombrage aux chefs de la fabrique et aux politiciens radicaux qu'ils soutiennent, décide de surseoir à la décision. La Section de l'Alliance n'a plus qu'une solution, faire appel devant le prochain congrès fédéral prévu à La Chaux-de-Fonds du 4 au 6 avril 1870. C'est durant ce congrès que la fédération romande fait scission. La querelle autour de l'admission de l'Alliance en est le détonateur. C'est à la suite de cette scission qu'est créée ce qui deviendra la Fédération jurassienne.
Le 30 octobre 1869, Bakounine quitte assez brutalement Genève pour Locarno, où il s'établit. Des motifs personnels sont à l'origine de cette décision : Antonia est enceinte, d'un autre que lui. Cela ne pose d'ailleurs pas de problème particulier à Bakounine.

#### L'Espagne
L'Internationale n'a pendant longtemps avec l'Espagne que de faibles contacts. La révolution de septembre 1868 (La Gloriosa) qui voit la chute de la monarchie espagnole, ouvre des perspectives intéressantes au socialisme. Bakounine ne s'y trompe pas. Dès octobre 1868, il confie à Giuseppe Fanelli la mission de se rendre à Madrid et Barcelone pour y constituer les premiers noyaux de l'Internationale dans le pays. Le voyage de Fanelli est fondateur dans l'histoire du socialisme, et plus particulièrement de l'anarchisme espagnol. Il arrive en Espagne avec peu de contacts. À Madrid, il réussit à grouper autour de Tomás González Morago, ou encore d'Anselmo Lorenzo, une vingtaine de jeunes hommes animés d'un élan révolutionnaire inébranlable. Le développement de l'AIT est alors rapide. L'Internationale s'appuie sur le mouvement ouvrier barcelonais, dont l'organisation, déjà ancienne dans cette ville industrielle, peut compter sur des militants de valeur comme Rafael Farga i Pellicer, mais aussi sur la tradition révolutionnaire de la paysannerie andalouse. Un premier congrès à Barcelone, en juin 1870, réunit déjà les représentants de plus de 15 000 travailleurs, dont les deux tiers viennent de Catalogne, et constitue la Fédération régionale espagnole de l'AIT.

#### Serge Netchaïev
Serge Netchaïev effectue un premier séjour en Suisse en mars 1869. Il rencontre Bakounine chez Nicolas Ogarev, chez qui il réside à Genève. C'est le début d'une relation qui peut être qualifiée de « tumultueuse » et qui a des conséquences importantes sur le mouvement nihiliste en Russie.
Netchaïev arrive à Genève comme représentant d'un Comité composé essentiellement d'étudiants qui préparent un mouvement révolutionnaire à Moscou et Saint-Pétersbourg pour le printemps 1870. Il se sert de Véra Zassoulitch pour faire croire qu'il s'est évadé de la forteresse Pierre-et-Paul. Il se fait remettre, pour le Comité, la moitié du fonds Bakhmetev, du nom d'un jeune russe qui avait donné pour la propagande révolutionnaire une forte somme d'argent à Herzen, et repart pour Moscou. C'est en décembre 1869 qu'il organise le meurtre de l'étudiant Ivanov dont les conséquences le conduisent à prendre le chemin de l'exil, et à revenir à Genève.
Netchaïev rend visite à Bakounine à Locarno dès le mois de janvier 1870. Il apparaît rapidement que Netchaïev court le danger d'être arrêté par la police suisse pour être extradé vers la Russie. Bakounine lance aussitôt une vaste campagne d'opinion visant à protéger Netchaïev. Il sollicite les journaux de l'AIT, notamment Le Progrès que rédige James Guillaume au Locle, et n'hésite pas à demander le concours de vieux amis, comme Adolf Vogt. C'est pour la défense de Netchaïev qu'il publie anonymement Les ours de Berne et l'ours de Saint-Petersbourg, complainte patriotique d'un suisse humilié et désespéré, texte dans lequel il dénonce les complaisances du gouvernement helvétique face aux exigences du despotisme.
Le 21 janvier 1870, Alexandre Herzen meurt à Paris. Sa famille remet ce qui reste du fonds Bakhmetev à Nikolaï Ogarev et à Bakounine. Ces derniers décident de faire reparaître le Kolokol, dont la parution avait cessé depuis 1865, en dépit de l'opposition qu'Herzen avait montré de son vivant à ce projet. Bakounine veut faire du titre un journal de lutte, dont l'objectif est de stimuler le mouvement révolutionnaire en Russie. Netchaïev participe au comité de rédaction du Kolokol et insiste au contraire pour rendre le journal le moins radical possible, de façon que tous les mécontentements contre le gouvernement russe puissent s'y exprimer. La déclaration d'intention que publie le premier numéro de la nouvelle série du Kolokol laisse Bakounine insatisfait. Il prend très rapidement ses distances. La question de la destination du fonds Bakhmetev commence pourtant à défrayer la chronique chez les émigrés russes de Genève. Une campagne de diffamation est orchestrée contre Bakounine, accusé d'avoir capté l'héritage de Herzen à son profit.
Au printemps de 1869, un éditeur russe confie à Bakounine le soin de la traduction du Capital de Marx. Il reçoit une avance de 300 roubles et se met au travail. Lorsque Netchaïev rend visite à Bakounine à Locarno (janvier 1870), il arrive à le convaincre d'abandonner ce travail pour se consacrer entièrement à la cause révolutionnaire. Netchaïev se chargera d'arranger les choses avec l'éditeur. Soulagé, Bakounine accepte. En fait d'arranger les choses, Netchaïev envoie à l'éditeur une lettre de menaces signée d'un prétendu « Bureau des agents étrangers de la Société Révolutionnaire Russe ». Cette lettre finit par tomber entre les mains de Marx.
Ces deux affaires - celle de l'héritage de Herzen et celle de la traduction du Capital - trouvent leur aboutissement au congrès de La Haye : Bakounine, entre autres raisons, est exclu pour ces supposées escroqueries.
La rupture entre Bakounine et Netchaïev éclate en juin 1870. Netchaïev dérobe à Ogarev des documents qu'il juge compromettants, la menace de leur possible utilisation lui permettant de garder Ogarev sous sa coupe. Il refuse, en outre, de signer un reçu pour les sommes du fonds Bakhmetev qui lui ont été versées. Ogarev et Bakounine comprennent qu'ils ont été trompés. Bakounine écrit à Netchaïev une longue lettre dans laquelle il rejette vigoureusement les conceptions autoritaires et les méthodes manipulatrices de Netchaïev.
Le 14 août 1872, Netchaïev est finalement arrêté par la police suisse et extradé le 26 octobre vers la Russie. Son procès, qui s'ouvre en janvier 1873 à Moscou, révèle l'existence d'un document étrange, le Catéchisme du révolutionnaire, qui suscite beaucoup de questions. La participation de Bakounine à la rédaction de ce texte est longtemps restée controversée mais on estime aujourd'hui qu'il est de la main du seul Netchaïev, bien que Bakounine en ait eu connaissance. Dans tous les cas, ce texte ne doit pas être confondu avec le Catéchisme révolutionnaire, programme révolutionnaire écrit en 1866 par Bakounine.

#### La guerre de 1870
Dès la déclaration de guerre en juillet 1870, Bakounine, ainsi qu'une partie de la presse socialiste européenne, estime que la France, dans l'état de décomposition avancée où se trouve l'Empire, ne peut qu'être battue par le militarisme prussien. Dès lors se pose la question du régime. Si le peuple ne se lève pas contre l'envahisseur et ne transforme pas la guerre en révolution sociale, la France obtiendrait au mieux un régime formellement républicain, une monarchie sans roi, entièrement dévouée aux intérêts de la bourgeoisie. Mais s'il se soulève, écrit-il dans Lettres à un Français sur la crise actuelle. Septembre 1870 (édité chez Guillaume à Neuchâtel), la révolution pourrait bien, comme en 1848, s'élargir à l'Europe. En cela, Bakounine s'oppose à Blanqui, qui prône l'Union sacrée, tandis que Marx et Engels voient dans une victoire de Bismarck celle du centralisme, condition préalable au développement du socialisme.

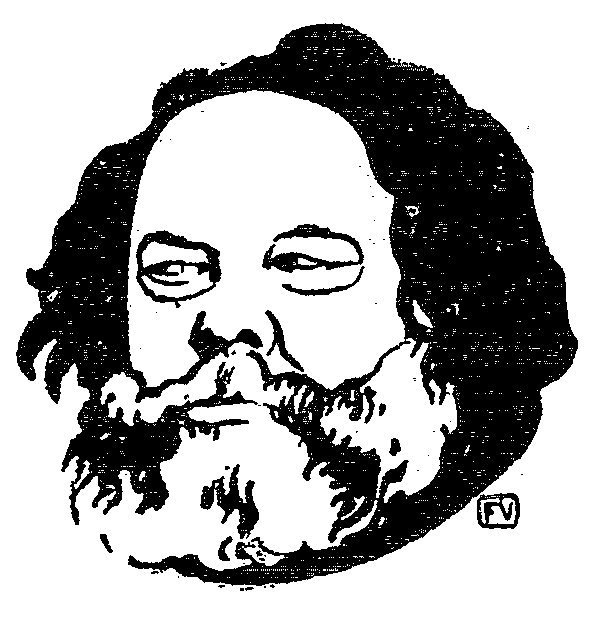
Portrait par Félix Vallotton

Il dirige aussitôt son activité vers Lyon, où il est en contact avec des militants comme Albert Richard, Gaspard Blanc ou Louis Palix, membres de la Section lyonnaise de l'Internationale. Après la proclamation de la République du 4 septembre 1870, qui laisse penser à de nombreux internationaux que le peuple a pris le dessus, le Gouvernement de la Défense nationale entreprend rapidement de réprimer toutes les velléités populaires. Un certain nombre de soulèvements se produisent alors, surtout dans des villes du sud de la France. Ces brefs mouvements insurrectionnels, mal préparés et sans coordination, qui se déroulent dès le mois de septembre 1870, préfigurent la Commune de Paris. Le mouvement de Lyon en fait partie.
Le 4 septembre, Lyon proclame la République avant même que Paris ne le fasse : à 10 heures du matin, un Comité de Salut public composé de républicains et de quelques militants de l'Internationale placarde une affiche décrétant la déchéance de l'Empire et s'empare sans résistance du pouvoir. Le 6 septembre, Paul-Armand Challemel-Lacour, nommé préfet du Rhône, arrive à Lyon. Le 8, dix commissaires sont désignés pour être les « intermédiaires du peuple lyonnais auprès du Comité de Salut public ». Albert Richard, Louis Andrieux et Victor Jaclard, qui en font partie, sont délégués auprès du gouvernement parisien pour discuter avec lui de la levée en masse contre les Prussiens. Andrieux, qui a pour seul souhait le retour de l'ordre, revient de Paris avec le titre de procureur de la République à Lyon. Albert Richard, quant à lui, revient en compagnie du général Cluseret, qui doit être nommé commandant des volontaires du Rhône et des corps de francs-tireurs venus du Midi.
Le 15, Bakounine arrive à Lyon. Il y trouve l'Internationale dans un grand désordre idéologique et se plaint de la voir collaborer avec les républicains, au risque de laisser les plus basses intrigues se développer,. Il met fin à cet état de fait. Se tenant éloigné des réunions publiques auxquelles il ne participe qu'exceptionnellement, il prépare le soulèvement avec ses amis intimes de l'Internationale. Le 17 septembre est créé le « Comité du Salut de la France », un organisme qui devait constituer des groupes dans chaque commune pour transformer la guerre en guerre révolutionnaire. Le Comité, dont l'influence ne dépasse pas Lyon, compte en son sein des délégués de différents quartiers de la ville. Il déploie une grande activité, publiant des manifestes et multipliant les réunions publiques. Une coordination est bientôt établie entre groupes révolutionnaires, associations ouvrières et milices de citoyens.

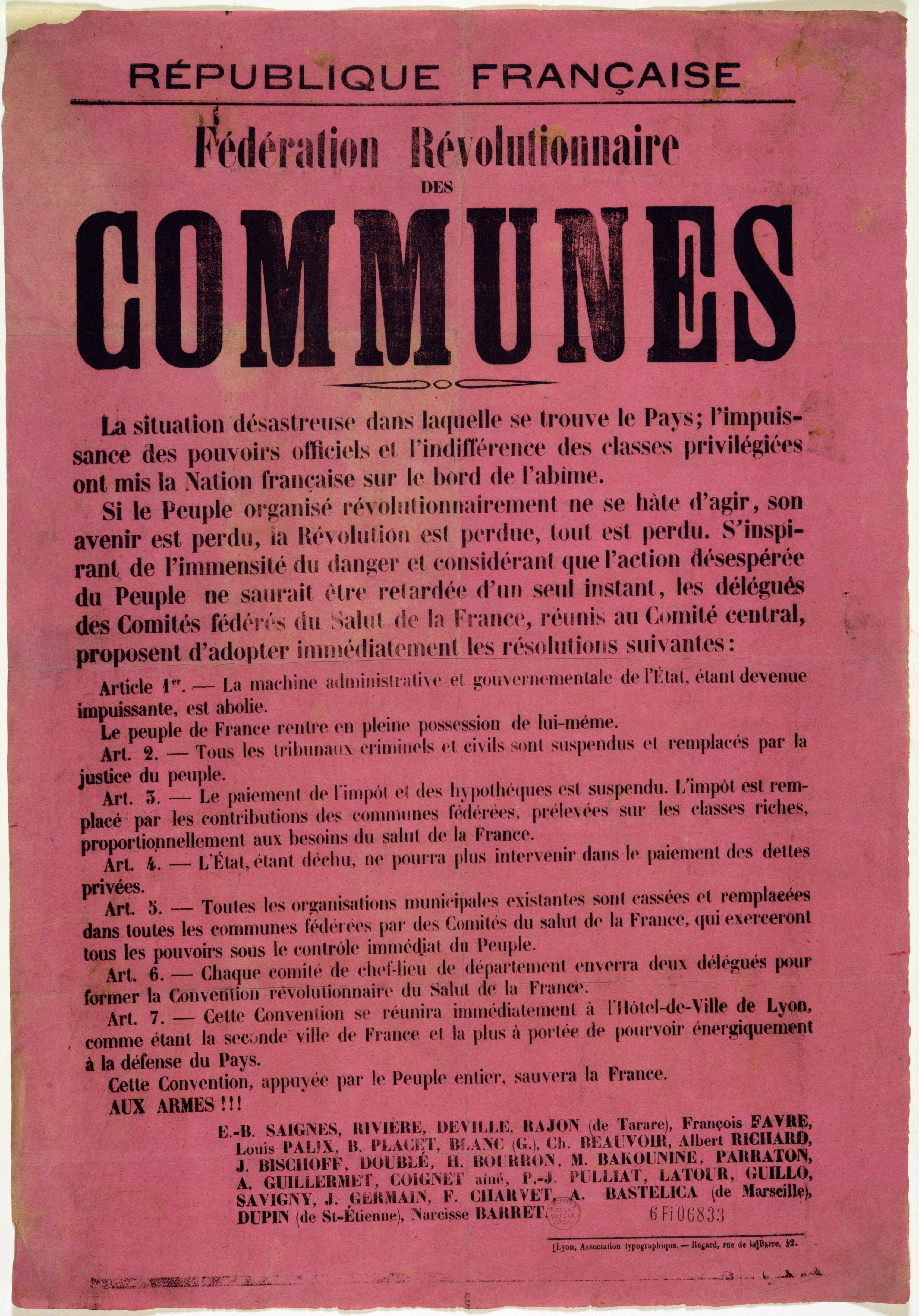
Affiche de la première Commune de Lyon, conservée aux Archives municipales de Lyon, réf. 6fi 6833

Le 25 septembre, Bakounine rédige la proclamation de la Fédération révolutionnaire des communes. Appelant au soulèvement de la première Commune de Lyon, elle est signée de 26 noms, parmi lesquels Eugène-Bertrand Saignes, Palix, Richard, Gustave Blanc, Bastelica, qui représente Marseille, et Bakounine lui-même. Imprimé sous la forme d'une affiche rouge (voir ci-contre), Le texte est lu le 26, salle de la Rotonde, devant 6 000 personnes, et placardé le 27.
Le mouvement aurait dû commencer le 27, mais est retardé de vingt-quatre heures pour des raisons inconnues, ce qui laisse le temps à Challemel-Lacour et Andrieux de préparer une contre-offensive. Le 27 au soir, le Comité central du Salut de la France décide pour le lendemain une grande manifestation. Bakounine, qui n'est pas suivi, souhaite que ce soit une manifestation en armes. Il est prévu d'arriver Place des Terreaux à midi et d'exiger des autorités qu'elles prennent les mesures les plus énergiques pour les besoins de la défense nationale.
Le 28 septembre 1870, ce sont plusieurs milliers d'ouvriers qui débouchent à midi sur la Place des Terreaux. Une délégation entre dans l'Hôtel de ville, mais ne trouve pas d'interlocuteurs. C'est alors qu'une centaine d'hommes force les portes de l'Hôtel de Ville, et y pénètre avec Saignes, Bakounine, Richard, Bastelica et d'autres membres encore du Comité. Du haut du balcon, Saignes lit de nouveau le manifeste et nomme Cluseret « général en chef des armées révolutionnaires et fédératives du Midi de la France ». Challemel-Lacour est retenu prisonnier. Cluseret, chargé d'appeler aux armes la Garde nationale de la Croix-Rousse, leur demande de se rendre à l'Hôtel de Ville, mais sans armes. Bakounine attribuera l'échec du mouvement à cette « trahison », et à cette « lâcheté » de Cluseret. Les ouvriers réunis sur la Place des Terreaux se retrouvent en effet sans armes face à la troupe et à la Garde nationale des quartiers bourgeois. Cette dernière pénètre bientôt dans la cour intérieure de l'Hôtel de Ville. Bakounine, qui est resté salle des pas-perdus, est encerclé par des Gardes nationaux bourgeois, parmi lesquels se trouve le maire, Hénon. Ils l'arrêtent et lui confisquent le revolver, l'argent et les documents qu'il porte. Dans la confusion générale, il ne tarde toutefois pas à être remis en liberté.
Le coup de main a échoué. Le soir, le Conseil municipal s'engage à n'entamer aucune poursuite contre les manifestants, mais dès le lendemain Andrieux lance des mandats d'amener contre plusieurs membres du Comité, parmi lesquels figure Bakounine. Celui-ci reste caché encore une nuit et un jour à Lyon puis part pour Marseille. Il demeure persuadé que ce n'est que partie remise, et que la révolution populaire aura sa revanche. Il projette un instant de se rendre à Barcelone mais, devant le reflux révolutionnaire, abandonne le projet. Il embarque clandestinement pour Gênes, la barbe rasée et le visage orné de lunettes bleues. De là, via Milan et le lac Majeur, il rentre à Locarno.
Dans ce contexte tendu, le 20 décembre 1870, des émeutiers, parmi lesquels se trouvent des gardes nationaux, souhaitent que les commandants élus de la garde nationale prennent part à leur mouvement et leur donnent des armes. Le commandant de la garde nationale Antoine Arnaud (canut) venant secourir son collègue Chavant maltraité par la foule et ayant refusé de donner accès à des armes, Arnaud est bousculé à son tour par les émeutiers. Alors qu'il cherche à se défendre, des coups de feu sont échangés. Emmené jusqu'à la salle Valentino, un tribunal improvisé le condamne à mort hâtivement sous le fallacieux prétexte d'avoir tiré sur la foule. Il est trainé  jusqu'à la place d'armes du Clos Jouve où il est fusillé et tombe en criant : « Vive la république ! Vive Garibaldi ! ». Deux jours plus tard, le 22 décembre Léon Gambetta (ministre de l'Intérieur et ministre de la Guerre) vient à Lyon, accompagné d'Eugène Spuller, pour assister aux funérailles et rendre un dernier hommage au commandant Arnaud, devenu un symbole de la Troisième République,,.
À Marseille, il avait commencé un long manuscrit commentant les évènements présents. Arrivé à Locarno, il entreprend d'étoffer ce texte et d'en faire un large exposé de sa doctrine, et de la situation politique française et européenne. L'ouvrage ne sera jamais terminé. Le début sera publié sous le titre de L'Empire knouto-germanique et la Révolution sociale. Deux fragments appartenant au même ensemble seront également publiés à part, sous forme de brochures, Dieu et l'État et La Commune de Paris et la notion de l'État.
Alors qu'un projet de Commune de Besançon est amorcé en mai 1871, Bakounine est personnellement informé et engagé quant aux intentions qui se forment. Il ne s'oppose pas à la mise en place d'un plan spécifique, bien que sceptique de l'issue après l'offensive de Châtillon le 4 avril 1871. Fin avril il se trouve chez Adhémar Schwitzguébel à Sonvilier, où la constitution d'une colonne armée conduite par Vladimir Ozerov est discutée afin de proclamer la Commune de Besançon,. Le 19 mai 1871 James Guillaume reçoit une lettre de Bakounine pour lui dire que « Adhémar a écrit à Besançon. Il est possible qu’un ami de là vienne chez toi, soit demain samedi, soit dimanche rue du Bogne ». Le 21 mai une réunion déterminante s'amorce à Neuchâtel, incluant effectivement ce délégué bisontin,. Guillaume conclut : « En-dehors des délibérations administratives, les membres échangèrent naturellement des vues à propos du mouvement projeté. C'est alors qu'il fut décidé que [Auguste] Treyvaud et moi irions préparer le terrain ». La situation à peine tranchée et l'application concrète sur le point d'aboutir, au même moment les troupes versaillaises débutent la Semaine sanglante,.

#### L'Italie
Les liens que Bakounine tisse avec les milieux révolutionnaires italiens datent, comme on l'a vu, de 1864, avec la création dans ce pays des premiers linéaments de la Fraternité Internationale. Il conserve des contacts épistolaires étroits avec les intimes de la première heure, comme Giuseppe Fanelli, Carlo Gambuzzi ou Saverio Friscia.
La première section italienne de l'Internationale est fondée à Naples en 1869. Elle compte d'emblée en son sein de jeunes militants de valeur qui ne tardent pas à se faire un nom : Errico Malatesta ou Carlo Cafiero.
La scène politique italienne est alors dominée par Giuseppe Mazzini. La doctrine mazzinienne, influencée par le romantisme du début du siècle, est empreinte d'une forte religiosité, qui voit dans la République un idéal voulu par Dieu, et la patrie italienne la première entre toutes. Sa devise, « Dieu et le peuple », reflète une pensée qui oscille entre la tentation de la théocratie et la démocratie sociale. Il influence longtemps le mouvement socialiste naissant, de nombreuses associations ouvrières étant organisées par les mazziniens.
De mars à juillet 1871, Mazzini lance dans son journal, La Roma del Popolo, de vigoureuses attaques contre le socialisme, contre la Commune de Paris et contre l'Internationale, qu'il dénonce aux ouvriers italiens comme une institution dangereuse. L'appel de la Commune à faire de la France une fédération de villes libres est particulièrement intolérable à celui qui fut l'artisan infatigable de l'unité italienne. Bakounine répond par un article paru dans le Gazzettino Rosa du 16 août : la Risposta d'un Internazionale a Giuseppe Mazzini. Il y prend le contre-pied complet des opinions de Mazzini, sur la religion notamment, et affirme hautement les valeurs de l'Internationale. Au cours de la polémique qui se développe ensuite entre Mazzini et Bakounine, ce dernier se lance dans la rédaction d'une longue brochure, La Théologie politique de Mazzini et l'Internationale, qui est publiée (en français) à Neuchâtel chez Guillaume.
Mazzini suggère, dans ce même numéro de La Roma del Popolo qui a provoqué la Risposta de Bakounine, la tenue d'un congrès des associations ouvrières. Il espère ainsi reprendre le contrôle de ces organisations, sur les bases idéalistes et nationales qui sont les siennes. Le congrès se tient à Rome du 1er au 3 novembre 1871. Bakounine, à partir du milieu du mois d'octobre, rédige en toute hâte un texte qui est publié en brochure et distribué aux délégués du congrès : Il socialismo e Mazzini. Lettera agli amici d'Italia
Si la stratégie suivie par Mazzini est dictée par la peur de voir le mouvement ouvrier échapper à son influence, il est clair que le débat n'a pas les résultats qu'il escompte. La brutale répression de la Commune de Paris a attiré en Italie la sympathie sur l'Internationale et les attaques de Mazzini ont accéléré le processus, en faisant se détourner de lui nombre de travailleurs. L'influence de Bakounine en Italie s'en trouve grandie. C'est donc bien sous son influence que l'Internationale se développe dans la péninsule. Lorsque le conflit avec le Conseil général entre dans sa phase aigüe, les réseaux militants et les groupes de l'Internationale qui se sont constitués en Italie se placent majoritairement de son côté.

#### Le congrès de La Haye

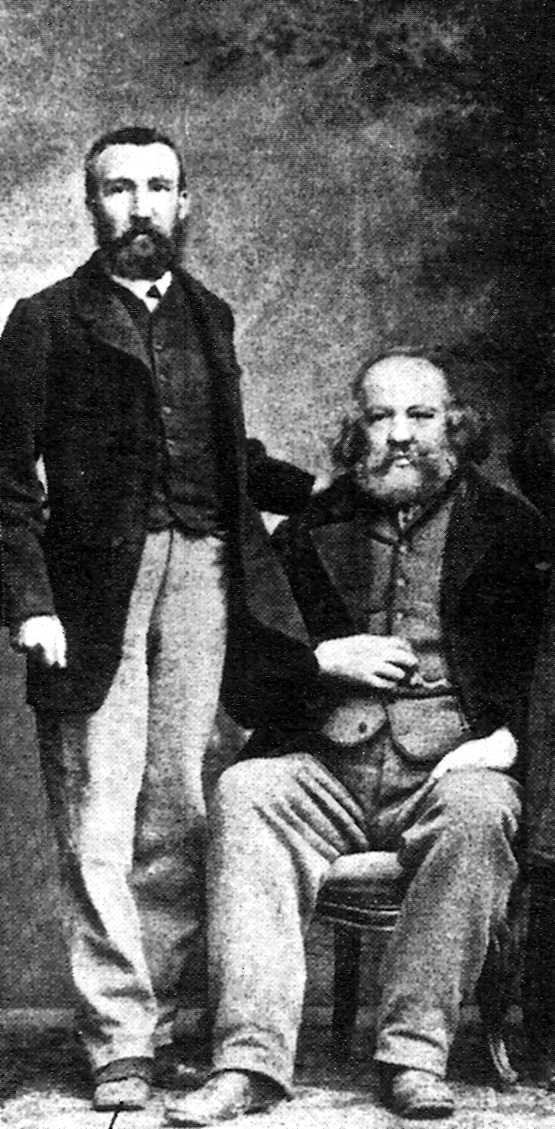
Bakounine et Charles Perron à Bâle au congrès de l'Association internationale des travailleurs en 1869.

La scission de la Première Internationale n'est pas due à une querelle de personnes. Certes, la différence de tempérament entre Marx et Bakounine a joué son rôle. Fondamentalement, toutefois, le conflit reste idéologique et organisationnel. Ce sont deux logiques du socialisme qui s'affrontent à cet instant. La branche « libertaire » (incarnée par Bakounine) et la branche « autoritaire » (incarnée par Marx) du socialisme — pour reprendre une terminologie propre aux anarchistes — se séparent. Les points de friction sont au nombre de deux. Tout d'abord la question de l'organisation : faut-il une Internationale constituée de fédérations autonomes, ou une organisation dont la centralisation permet une meilleure coordination ? Ensuite sur la question de la politique : faut-il faire de l'Internationale une organisation de masse qui privilégie l'action économique, préfigurant ainsi le syndicalisme révolutionnaire, ou un parti politique qui défend les intérêts de classe du prolétariat en jouant le jeu de la démocratie bourgeoise, pour la dépasser ? Ces questions ne pouvaient pas être résolues dans le cadre de l'AIT.
Aussi, avec un recul que ne pouvaient pas avoir les protagonistes du conflit, les péripéties de la scission apparaissent bien anecdotiques. La rupture est immédiatement consécutive au congrès de La Haye (du 2 au 9 septembre 1872). Il s'agit du premier véritable congrès après celui de Bâle, en 1869. La série des congrès avait été interrompue par la guerre franco-prussienne, seule une « conférence » ayant pu se tenir à Londres en septembre 1871. Le conflit s'est entre-temps envenimé, notamment en Suisse et en Espagne.
James Guillaume s'emploie à démontrer dans le détail comment la majorité du congrès de La Haye aurait été fabriquée et ne représenterait pas le véritable rapport de forces dans l'Internationale. D'autant plus que les Italiens ont décidé de ne pas venir, et que les délégués espagnols (Morago, Marselau, Farga Pellicer et Alerini) ont reçu le mandat impératif de ne pas participer aux votes tant que les congressistes n'auraient pas une représentativité proportionnelle au nombre des adhérents qu'ils représentent. Le congrès exclut Guillaume et Bakounine, en l'absence de ce dernier, l'exclusion d'Adhémar Schwitzguébel n'étant pas prononcée. Les motifs de l'exclusion de Bakounine ont déjà été évoqués : la création de l'Alliance Internationale de la Démocratie Socialiste, « fondée avec des statuts complètement opposés à ceux de l'Internationale » lui est reprochée au premier chef, les accusations d'escroquerie, liées à l'épisode Netchaïev étant évoquées en sus. Le congrès décide en outre un renforcement des pouvoirs du Conseil général, ainsi que son transfert aux États-Unis. Enfin, une résolution du congrès déclare que « le prolétariat ne peut agir comme classe qu'en se constituant lui-même en parti politique distinct, opposé à tous les anciens partis formés par les classes possédantes ».
Le congrès de La Haye est à peine clôturé que le 15 septembre 1872 s'ouvre le Congrès de Saint-Imier. C'est le début de l'Internationale « anti-autoritaire ». Il réunit des représentants des fédérations espagnole, italienne, jurassienne, de sections françaises et américaines. Bakounine est l'un des délégués de la fédération italienne. Le congrès de Saint-Imier est le résultat de discussions préparatoires qui se sont déroulées à Amsterdam, dans la continuité du congrès de La Haye, et à Zurich, le 13 septembre, en présence de Bakounine. D'après Guillaume, les résolutions finales du congrès de Saint-Imier portent indubitablement sa marque.

### Fin de vie

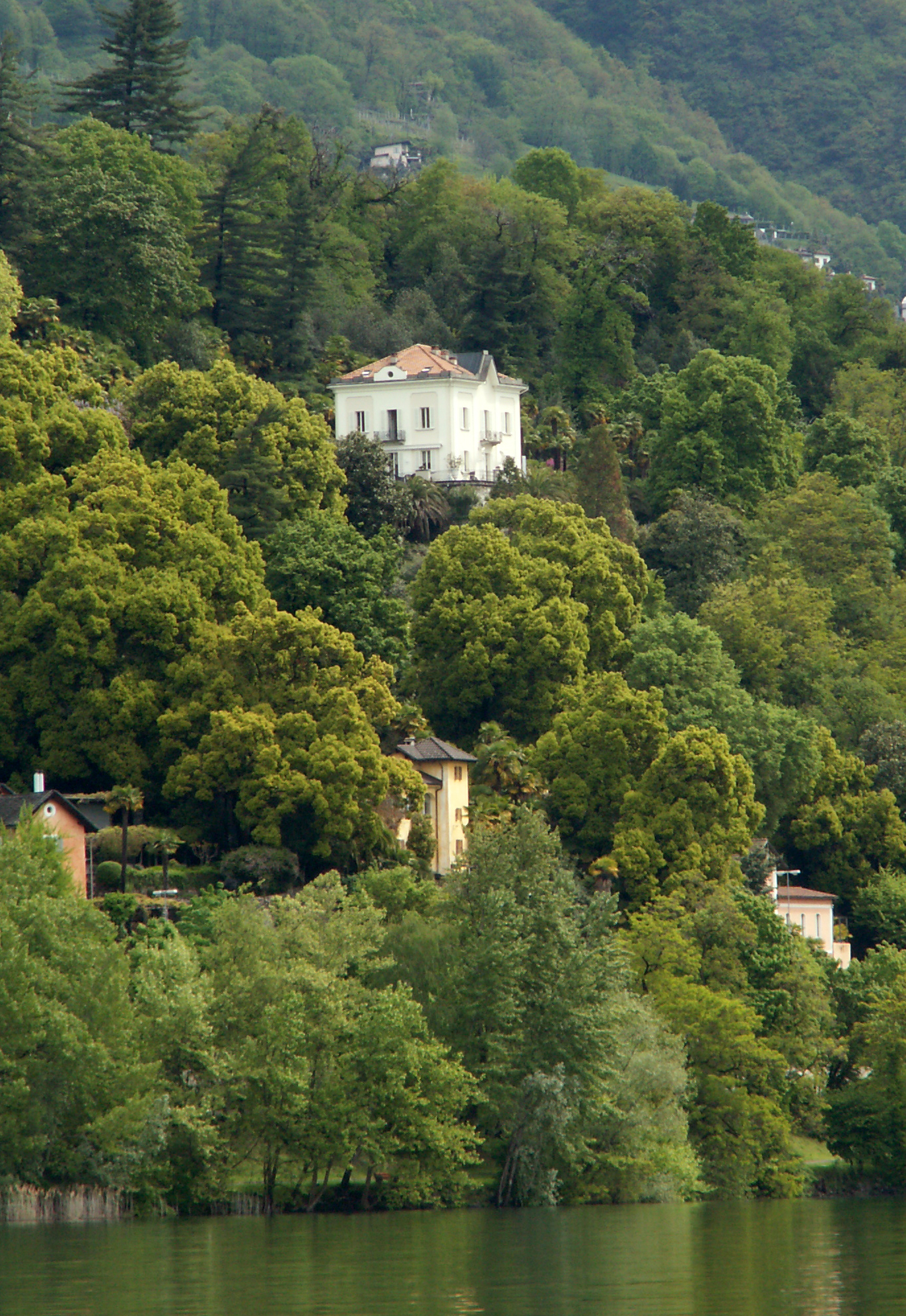
La Baronata.

Carlo Cafiero, héritier d'une riche famille bourgeoise, se met à la recherche au printemps 1873 d'une maison dans le Tessin pouvant servir de base arrière aux révolutionnaires italiens. Il charge Bakounine de choisir la propriété adéquate et lui propose, à lui dont les ressources financières sont toujours aussi précaires, d'y habiter. Il porte son dévolu sur la Baronata, une maison de campagne située à Minusio, juste à côté de Locarno, au bord du lac Majeur. Cafiero et Bakounine, qui n'ont pas « la moindre expérience en matière de finance » procèdent dans la maison à des travaux somptuaires qui finissent par ruiner Cafiero, et par brouiller pour un temps les deux amis.

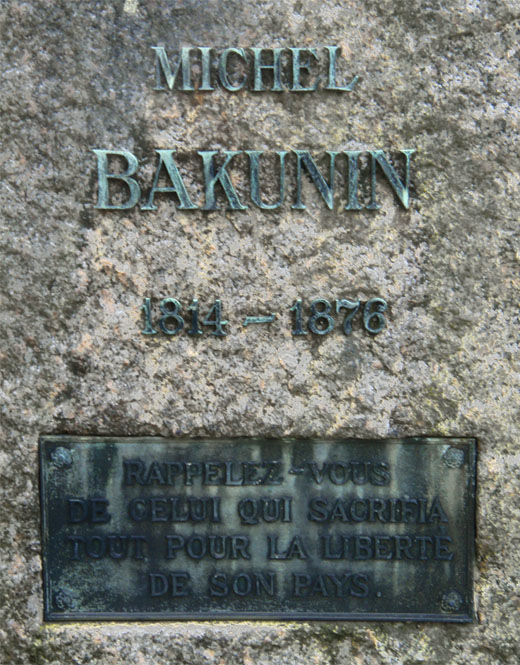
Tombe de Bakounine au Bremgartenfriedhof de Berne (détail)

En octobre 1873, il donne sa démission de membre de la fédération jurassienne. Il écrit une lettre d'adieu dans laquelle il explique sa décision. Outre la fatigue physique, il estime n'avoir plus sa place dans le mouvement révolutionnaire : « Dans les neuf dernières années on a développé au sein de l'Internationale plus d'idées qu'il n'en faudrait pour sauver le monde, si les idées seules pouvaient le sauver […]. Ce qui importe avant tout aujourd'hui, c'est l'organisation des forces du prolétariat. Mais cette organisation doit être l'œuvre du prolétariat lui-même. Si j'étais jeune, je me serais transporté dans un milieu ouvrier […] Mais ni mon âge ni ma santé ne me permettent de le faire ».
Cela ne l'empêche pas, durant l'été 1874, de participer à une tentative d'insurrection, préparée par les révolutionnaires italiens à Bologne. Fortement déprimé par l'affaire de la Baronata dans laquelle il sent son honneur compromis, il espère se racheter en Italie en trouvant la mort sur une barricade,. Mais l'insurrection tourne court.
À la fin de l'année 1874, il s'installe à Lugano. Ses problèmes financiers ne finissent pas de s'accumuler.
Il meurt à Berne le 1er juillet 1876 d'une urémie. Il est enterré au Bremgartenfriedhof de Berne, où on peut toujours voir sa tombe.
En 2016, la tombe est rénovée par les dadaïstes du nouveau Cabaret Voltaire, qui ont adopté le révolutionnaire. Une plaque en bronze, avec un dessin de l'artiste suisse Daniel Garbade, y est posée avec cette citation de Bakounine en allemand : « Wer nicht das Unmögliche wagt, wird das Mögliche niemals erreichen » (« Celui qui n'ose pas l'impossible ne parviendra jamais à réaliser le possible »),.

### Famille et descendance
Mikhaïl Bakounine est le fils de Varvara Mouraviev (tante du comte, homme politique et diplomate russe Nikolaï Mouraviov-Amourski, proche de Mikhaïl) et du poète, diplomate et maréchal de la noblesse Alexandre Bakounine, provenant d'une famille de l'ancienne noblesse russe originaire de Transylvanie (un de ses oncles, Piotr Bakounine le Jeune, fut d'ailleurs ministre des Affaires étrangères).
Mikhaïl Bakounine rencontre en 1858 Antonia Kwiatkowska, qu'il épouse la même année. Leurs trois enfants, bien qu'ils portent le nom de Bakounine, ont pour géniteur l'avocat et anarchiste italien Carlo Gambuzzi (1837-1902), avec qui Antonia entretenait une liaison (elle aura avec lui une autre enfant, Tania Tatania Gambuzzi). Il s'agit de :
- Carlo Bakounine (né en 1868 à Genève). Ingénieur des Mines émigrés en Argentine, il épousera l'italienne Maria Canetto Spada de qui il aura 3 enfants (Luigi, Giovanna et Michele Bakunin).
- Sofia Bakounine (1870-1956). Résidant à Naples, elle épousera le chirurgien Giuseppe Caccioppoli (1852-1947) de qui elle aura Michele et Renato Caccioppoli (1904-1959), célèbre mathématicien italien.
- Maria Bakunin (1873-1960). Résidant elle aussi à Naples, elle fut une célèbre et reconnue chimiste et biologiste italienne. Elle épousera en 1896 le chimiste d'origine sicilienne Agostino Oglialoro-Todaro.

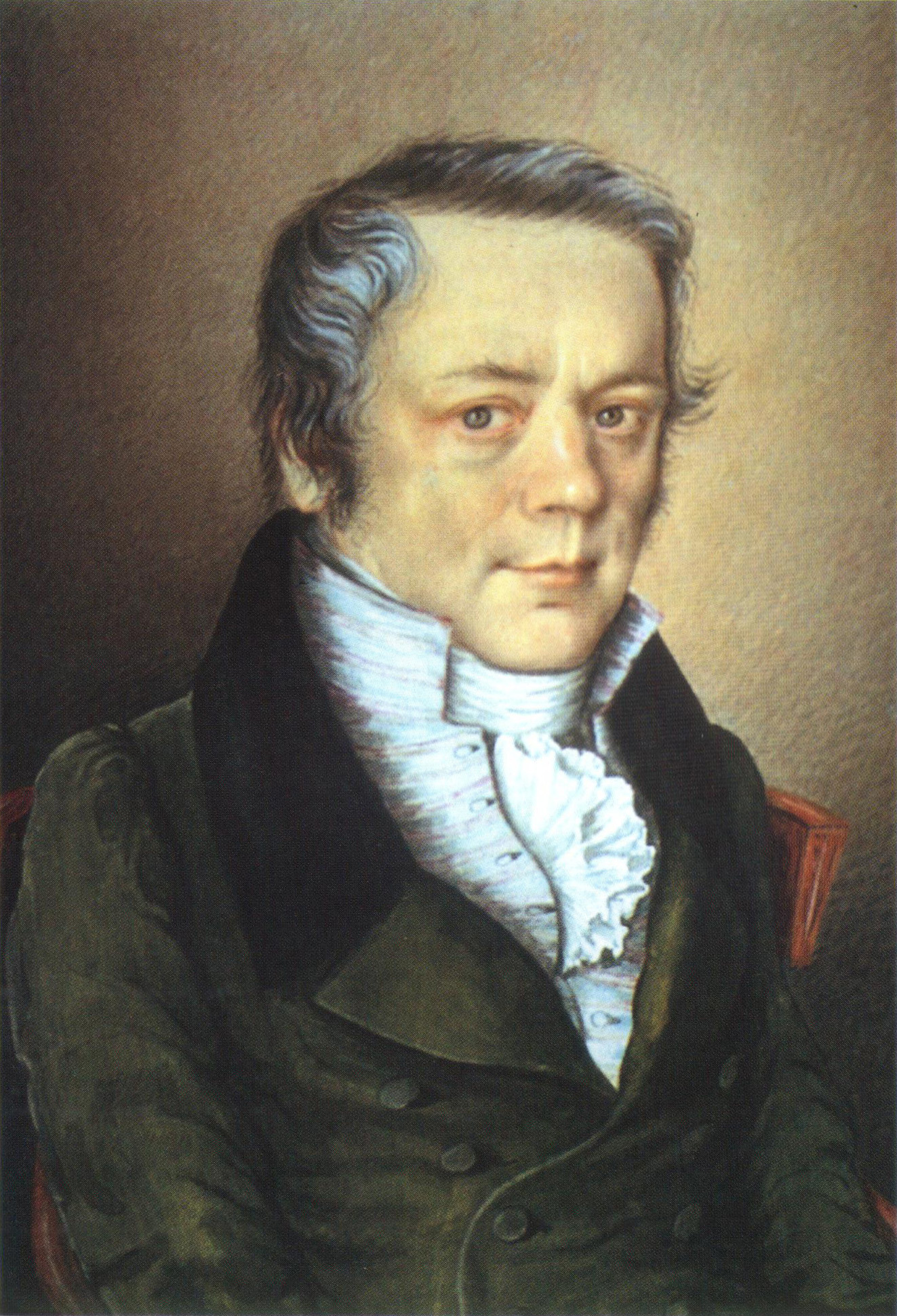
Alexandre Bakounine, père de Mikhaïl.
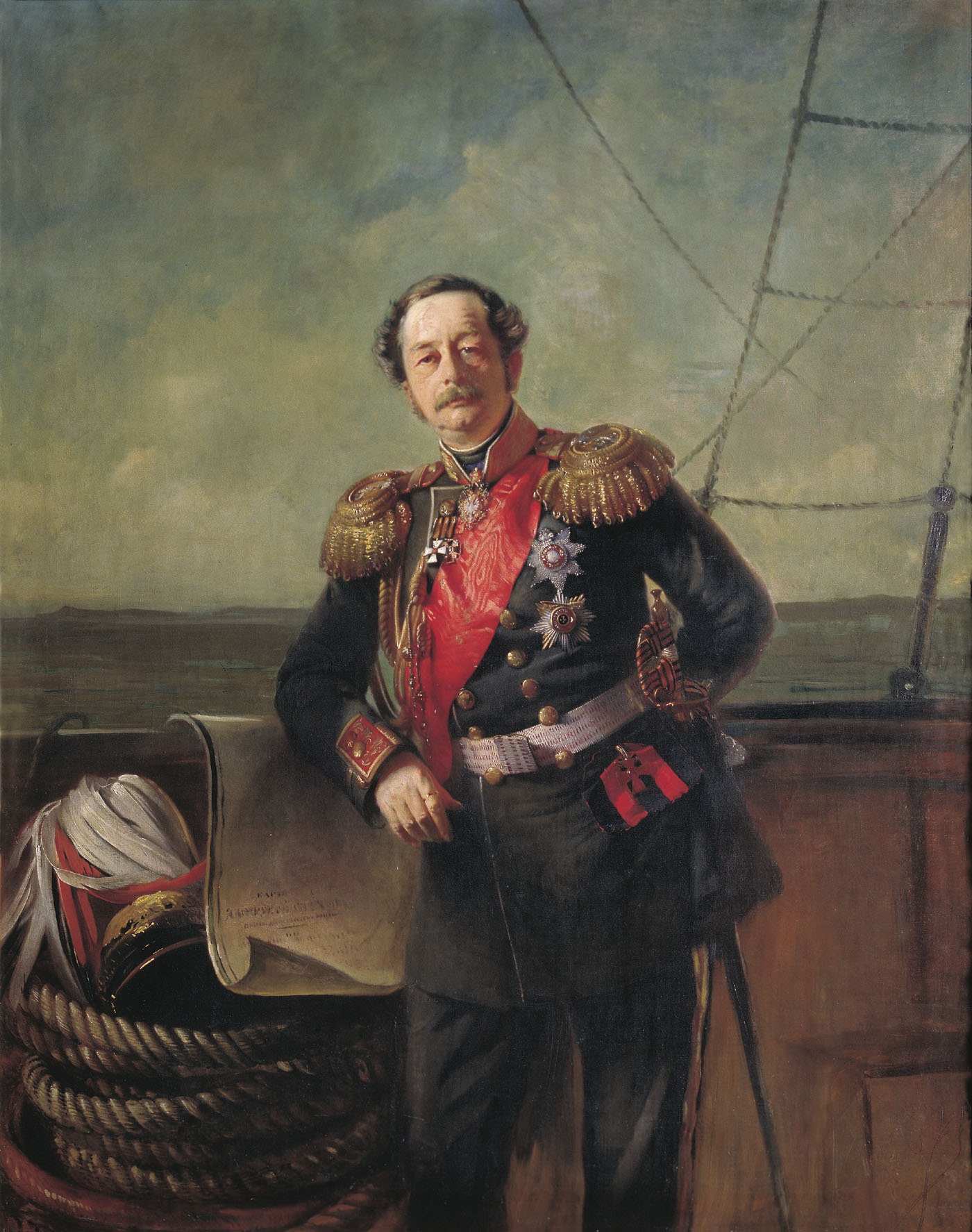
Le comte Nikolaï Mouraviov-Amourski, cousin et proche de Mikhaïl.
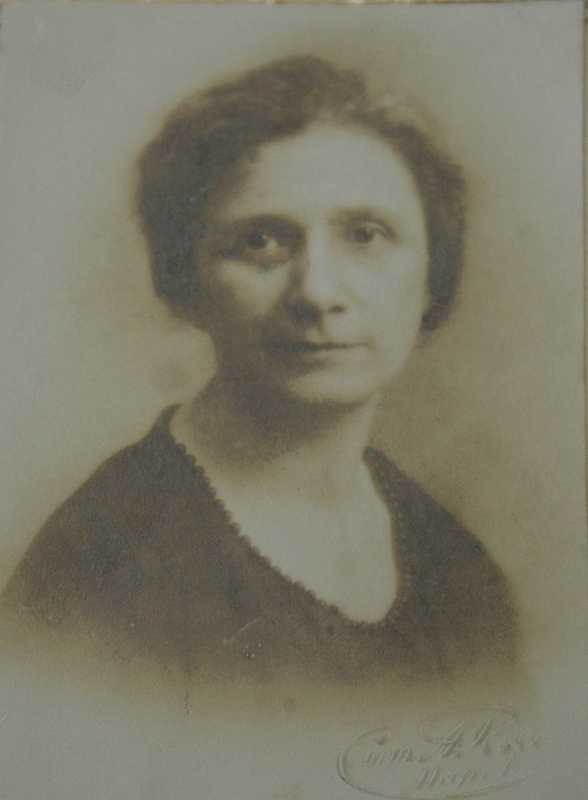
La chimiste et biologiste italienne Maria Bakunin, fille de Mikhaïl.
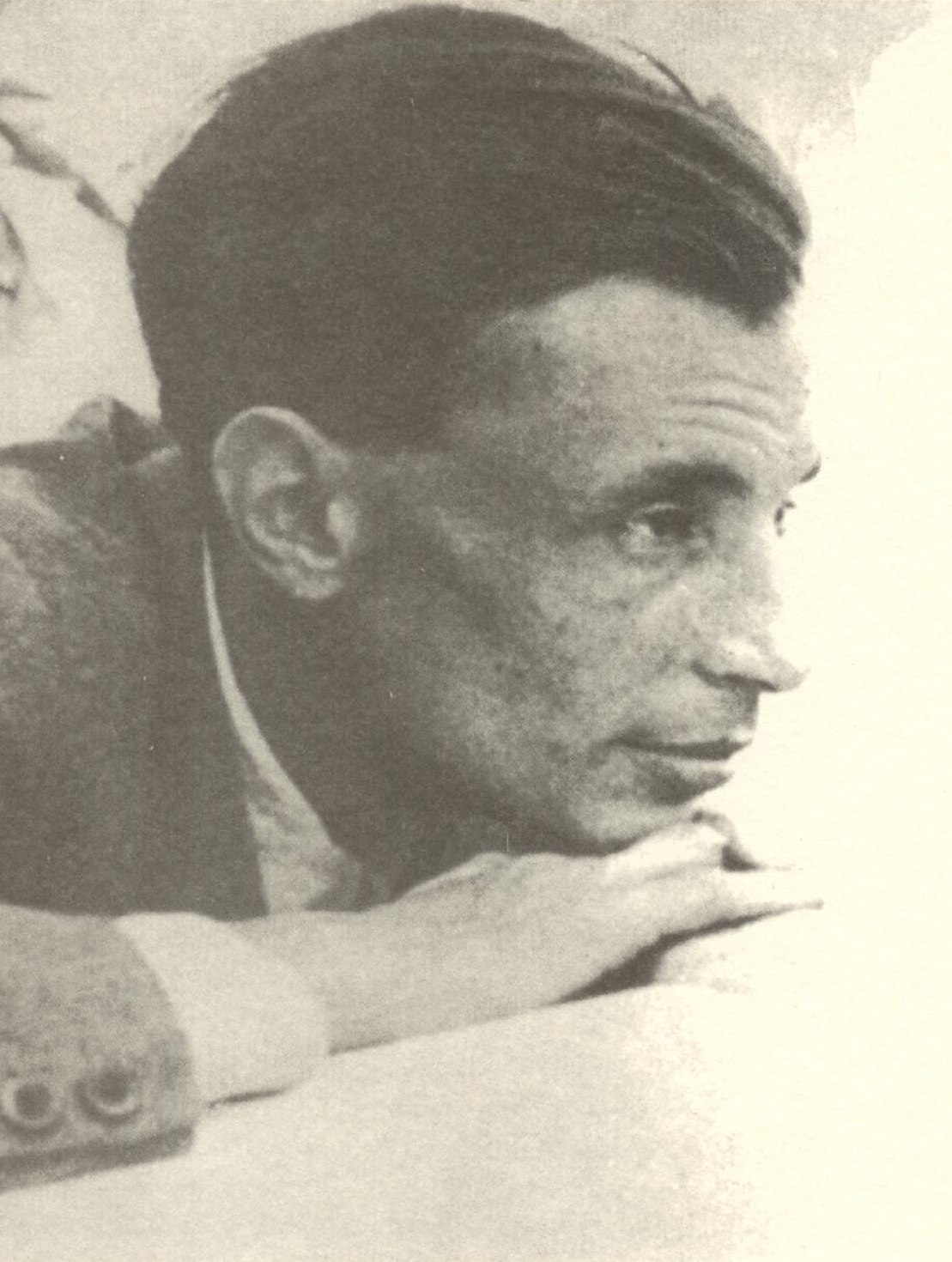
Le mathématicien italien Renato Caccioppoli, petit-fils de Mikhaïl.

## Pensée philosophique et politique
Bakounine est beaucoup plus un homme d'action, un révolutionnaire « professionnel » qu’un homme de cabinet ou un philosophe. Ainsi a-t-il toujours donné la première place à la lutte, et n'a jamais pris le temps d'écrire une œuvre. Ses textes ont toujours été conçus dans l'urgence, pour répondre aux nécessités politiques du moment. Ils sont écrits au fil de la pensée, et partent dans des digressions qui prennent finalement plus de place que le propos initial. Bakounine n'a pratiquement jamais terminé un texte. Ceux qui ont été publiés ont souvent été remaniés (par James Guillaume notamment)[réf. souhaitée] et beaucoup d'inédits ont été perdus après son décès. La pensée politique et philosophique de Bakounine n'en garde pas moins une forte cohérence.
Le jeune Bakounine, tout comme Marx, a été très influencé par la philosophie hégelienne, notamment par sa dialectique.

### Une liberté partagée
L'idée centrale chez Bakounine est la liberté, le bien suprême que le révolutionnaire doit rechercher à tout prix. Pour lui, à la différence des penseurs des Lumières et de la Révolution française, la liberté n'est pas une affaire individuelle mais une question sociale. Ainsi, dans Dieu et l'État en 1882, il réfute Jean-Jacques Rousseau : le bon sauvage, qui aliène sa liberté à partir du moment où il vit en société, n'a jamais existé. Au contraire, c'est le fait social qui crée la liberté : « Je ne suis vraiment libre que lorsque tous les êtres humains qui m'entourent, hommes et femmes, sont également libres. La liberté d'autrui, loin d'être une limite ou la négation de ma liberté, en est au contraire la condition nécessaire et la confirmation. Je ne deviens libre vraiment que par la liberté d'autres, de sorte que plus nombreux sont les hommes libres qui m'entourent et plus profonde et plus large est leur liberté, et plus étendue, plus profonde et plus large devient ma liberté. La véritable liberté n'est pas possible sans l'égalité de fait (économique, politique et sociale). La liberté et l'égalité ne peuvent se trouver qu'en dehors de l'existence d'un Dieu extérieur au monde ou d'un État extérieur au peuple. L'État, le Capital et Dieu sont les obstacles à abattre. »

### Opposition à l'État
L'hostilité de Bakounine (et bien sûr de l'ensemble des anarchistes) envers l'État est définitive. Contrairement au communisme de Marx ou de Lénine, il ne croit pas qu'il soit possible de se servir de l'État, ne serait-ce que temporairement, pour mener à bien la révolution et abolir les classes sociales, et finalement l'État lui-même. L'État, y compris s'il s'agit d'un État ouvrier, y compris s'il s'agit du gouvernement des savants ou des « hommes de génie couronnés de vertu », comme il l'écrit au cours de sa polémique contre Mazzini, est un système de domination qui crée en permanence ses élites et ses privilèges. Le pouvoir étatique est forcément utilisé contre le prolétariat, dans la mesure où celui-ci ne peut pas administrer tout entière l'infrastructure étatique et doit déléguer cette gestion à une bureaucratie.

Cependant, il n'exclut pas le patriotisme. Dans son discours "Circulaire à mes amis d'Italie", il distingue la Nation qu'il considère comme un fait, de l'État qu'il condamne. 
"L'État n'est pas la Patrie ; c'est l'abstraction, la fiction métaphysique, mystique, politique, juridique de la Patrie. Les masses populaires de tous les pays aiment profondément leur patrie ; mais c'est un amour naturel, réel ; le patriotisme du peuple n'est pas une idée, mais un fait ; et le patriotisme politique, l'amour de l'État, n'est pas l'expression juste de ce fait, mais une expression dénaturée au moyen d'une abstraction mensongère, et toujours au profit d'une minorité exploitante.
La Patrie, la nationalité, comme l'individualité, est un fait naturel et social, physiologique et historique en même temps ; ce n'est pas un principe. On ne peut appeler un principe humain que ce qui est universel, commun à tous les hommes ; mais la nationalité les sépare : elle n'est donc pas un principe. Mais ce qui est un principe, c'est le respect que chacun doit avoir pour les faits naturels, réels ou sociaux.
Or, la nationalité, comme l'individualité, est un de ces faits. Nous devons donc la respecter. La violer est un méfait, et, pour parler le langage de Mazzini, elle devient un principe sacré chaque fois qu'elle est menacée et violée.

Et c'est pour cela que je me sens franchement et toujours le patriote de toutes les patries opprimées."

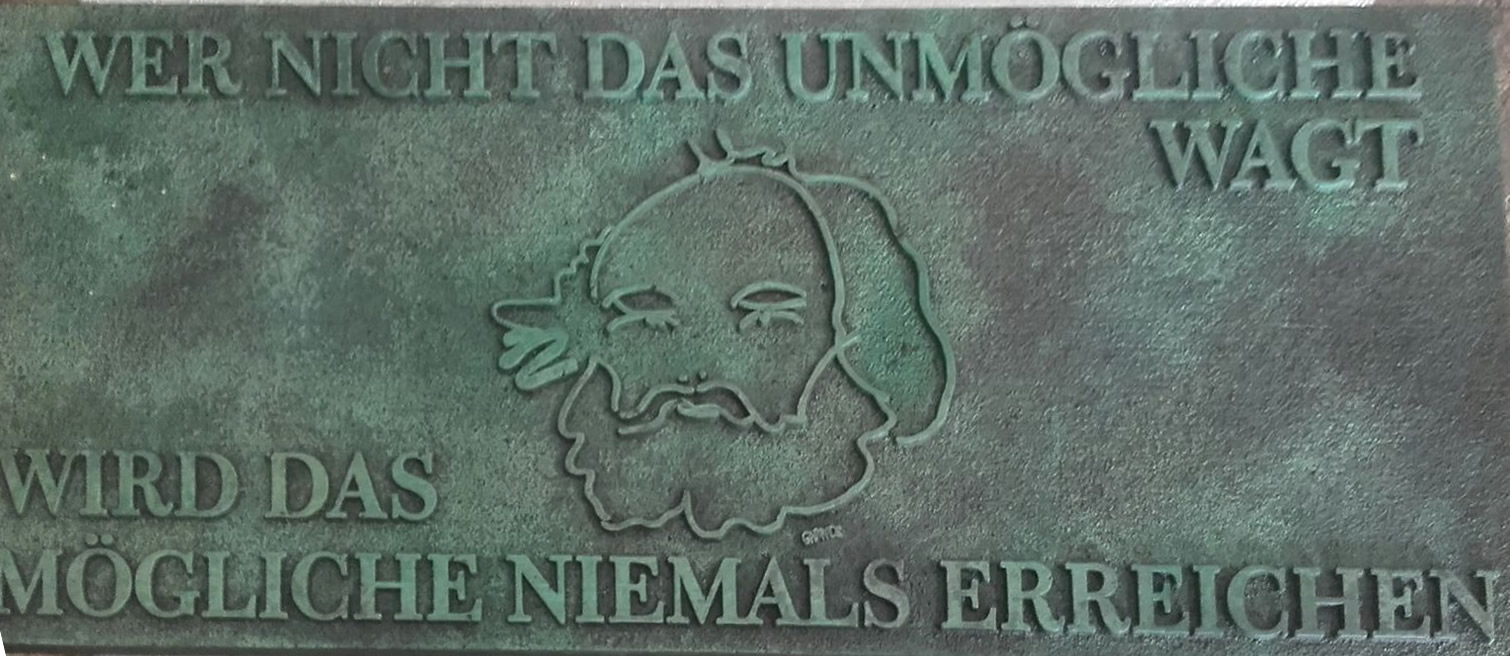
Nouvelle plaquette sur la tombe de Bakounine. L’inscription énonce : « Qui ne tente pas l’impossible n’atteindra jamais le possible ».

### La violence révolutionnaire
Pour Bakounine, la révolution sociale a un caractère inévitablement violent, et dans sa phase initiale, essentiellement destructeur : il faut agir, non ratiociner, démolir, non tenter de réformer, car ce qui s’impose tout d’abord c’est la « pandestruction » [destruction de tout] avant de parvenir au socialisme libertaire. Mais cette violence, Bakounine veut principalement la réserver aux positions et aux choses, c'est-à-dire l’ensemble des institutions étatiques (parlements, tribunaux, casernes, banques, prisons, etc.), ainsi que la propriété. Il considère que cela permet d’éviter le massacre des hommes, et de devoir recourir à la terreur, puisque selon lui, la révolution qu’il préconise « pourra bien être sanglante et vindicative dans les premiers jours, pendant lesquels se fera la justice populaire. Mais elle ne gardera pas ce caractère longtemps et ne prendra jamais celui d’un terrorisme systématique et à froid. Elle fera la guerre aux positions et aux choses, bien plus qu’aux hommes, certaine que les choses et les positions privilégiées et antisociales qu’elles créent, beaucoup plus puissantes que les individus, constituent et le caractère et la force de ses ennemis. »
Pour Bakounine, il s’agit à tout prix d’éviter la « révolution sanguinaire fondée sur la construction d’un État révolutionnaire puissamment centralisé [qui] aurait pour résultat inévitable […] la dictature militaire d’un maître nouveau ». Mais si la violence dans le processus révolutionnaire apparaît inévitable, elle n’en constitue pas le fondement, ni n'est souhaitable : « la révolution, c’est la guerre et qui dit guerre, dit destruction des hommes et des choses. Il est sans doute fâcheux pour l’humanité qu’elle n’ait pas encore inventé un moyen plus pacifique de progrès, jusqu’à présent tout pas nouveau dans l’histoire n’a été réellement accompli qu’après avoir reçu le baptême du sang ».

### Athéisme radical
L'athéisme de Bakounine trouve lui aussi sa base dans la recherche de la liberté pour l'humanité : « Dieu est, donc l'homme est esclave. L'homme est libre, donc il n'y a point de Dieu. Je défie qui que ce soit de sortir de ce cercle, et maintenant, choisissons ». Elle repose sur une conception matérialiste du monde. Selon lui, l'Homme fait partie d'un univers gouverné par des lois naturelles. Les sociétés et les idées humaines - dont l'idée de Dieu - dépendent donc des conditions matérielles d'existence de l'Homme. Selon Bakounine il ne peut donc exister un monde métaphysique séparé du monde matériel : la religion, sa morale, son paradis et son Dieu « l'être universel, éternel, immuable, créé par la double action de l'imagination religieuse et de la faculté abstractive de l'homme » sont de pures spéculations dont l'origine se trouve dans la dépendance et la peur de phénomènes naturels inexpliqués. L'idée de Dieu est une manifestation des capacités d'abstraction de l'Homme, mais elle n'en demeure pas moins une abdication de la raison, et un moyen utilisé par les dominants pour exploiter les dominés.

### Collectivisme
Un autre aspect important de la pensée de Bakounine concerne l'action révolutionnaire. À la différence de certains marxistes, comme Lénine et ses successeurs (léninisme), qui préconisent l'intervention d'une avant-garde (le Parti, par exemple) pour guider la masse populaire sur le chemin de la révolution, l'organisation bakouninienne, même si elle est secrète, se donne uniquement le droit de soutenir la révolte, de l'encourager, en favorisant l'auto-organisation à la base. Cette conception n'est pas très différente de celle défendue plus tard par les anarcho-syndicalistes au sein d'organisations de masse. Si les marxistes attribuent au prolétariat le rôle de seule classe révolutionnaire, lui opposant une paysannerie par essence réactionnaire, Bakounine estime au contraire que seule l'union entre les mondes rural et industriel est riche de potentialités révolutionnaires, la révolte anti-étatique de la paysannerie trouvant sa complémentarité dans l'esprit de discipline des ouvriers. Bakounine refuse également l'avènement d'un État socialiste temporaire en vue de la réalisation d'une société communiste intégrale, sans classes ni État (cf. opposition à l'État).
En 1873, dans Étatisme et anarchie, il résume sa position : « Je déteste le communisme, parce qu'il est la négation de la liberté et que je ne puis concevoir rien d'humain sans liberté. Je ne suis point communiste parce que le communisme concentre et fait absorber toutes les puissances de la société dans l'État, parce qu'il aboutit nécessairement à la centralisation de la propriété entre les mains de l'État, tandis que moi je veux l'abolition de l'État… Je veux l'organisation de la société et de la propriété collective ou sociale de bas en haut par la voie de la libre association, et non de haut en bas, par le moyen de quelque autorité que ce soit. Voilà dans quel sens je suis collectiviste et pas du tout communiste ».

### Égalité des sexes et amour libre
Pour Bakounine dans Dieu et l'État (1882) : « Je ne suis vraiment libre que lorsque tous les êtres humains qui m’entourent, hommes et femmes, sont également libres ». Ainsi, il s'élève contre le patriarcat et la façon qu'a la loi de « soumettre les femmes à la domination absolue de l'homme ». Il défend l'idée selon laquelle « les hommes et les femmes partagent des droits égaux » afin que les femmes puissent « devenir indépendantes et être libres de déterminer leur propre vie ». Bakounine prévoit « une liberté sexuelle totale pour les femmes » et la fin de la « famille juridique autoritaire »,.

### Franc-maçonnerie
Élevé par un père franc-maçon marqué par le libéralisme (ce terme étant à prendre au sens de l'époque), Bakounine aurait été initié en 1845. Il aurait alors fréquenté des loges allemandes jusqu'en 1848 (la franc-maçonnerie est interdite en Russie depuis 1825). On sait qu'en 1865, il est membre du Grand Orient de la Maçonnerie Italienne.
Selon l'historien Max Nettlau, Bakounine est, au cours de son séjour en Italie, dans les années 1864-65, en relation avec des francs-maçons influents. Il pense alors que la franc-maçonnerie peut être réformée au service de la révolution sociale. C'est dans cet esprit qu'il rédige un « Catéchisme de la Franc-maçonnerie Moderne » qui commence par ces mots : « Pour devenir un corps vivant et utile, la Franc-maçonnerie doit reprendre sérieusement le service de l’Humanité »,. Il donne, dans les loges italiennes, de nombreuses conférences où il expose ses idées.
Bakounine a pour projet la création d’une organisation qui jouerait pour la classe ouvrière, le rôle que la franc-maçonnerie a joué pour la révolution bourgeoise. Il pense alors que la franc-maçonnerie « existante » peut être transformée à cette fin. En 1867, délégué de la Fraternité internationale au congrès de la Ligue de la paix et de la liberté, il défend un programme communiste antiautoritaire, mais est mis en minorité. En juillet 1868, il adhère à l'Association internationale des travailleurs (AIT). C'est après le second congrès de la Ligue de la paix, à Berne, en septembre 1868 qu'il abandonne définitivement l'idée d'entrisme dans une société « bourgeoise », le projet de rallier la bourgeoisie libérale, radicale et progressiste au socialisme révolutionnaire libertaire,.
Le 23 février, réfugié en Suisse, il rédige une adresse « Aux compagnons de l'AIT » publiée dans le journal Le Progrès du Locle le 1er mars, où tout à la fois il remercie les loges de Genève, du Locle et de La Chaux-de-Fonds pour l'accueil qui lui est fait. Il poursuit par un historique sur une époque ou il considère la franc-maçonnerie comme universelle et formidable, puis s'adonne à une virulente critique de son évolution. Accusant la révolution bourgeoise d'avoir anéanti son objet et l'estimant désormais asservie à l’État, conservatrice et réactionnaire,,.

### Antisémitisme
Bakounine a écrit divers textes à connotation antisémite dont cette citation extraite des Lettres aux internationaux de Bologne - Pièces explicatives et justificatives, de décembre 1871, où il écrit à propos de sa polémique avec Karl Marx :
« Les Juifs constituent aujourd'hui en Allemagne une véritable puissance. Juif lui-même, Marx a autour de lui tant à Londres qu'en France et dans beaucoup d'autres pays, mais surtout en Allemagne, une foule de petits Juifs, plus ou moins intelligents et instruits, vivant principalement de son intelligence et revendant en détail ses idées. Se réservant à lui-même le monopole de la grosse politique, j'allais dire de la grosse intrigue, il leur en abandonne volontiers le côté petit, sale, misérable, et il faut dire que, sous ce rapport, toujours obéissants à son impulsion, à sa haute direction, ils lui rendent de grands services : inquiets, nerveux, curieux, indiscrets, bavards, remuants, intrigants, exploitants, comme le sont les Juifs partout, agents de commerce, belle-lettristes, politiciens, journalistes, courtiers de littérature en un mot, en même temps que courtiers de finance, ils se sont emparés de toute la presse de l'Allemagne, à commencer par les journaux monarchistes les plus absolutistes, et depuis longtemps ils règnent dans le monde de l'argent et des grandes spéculations financières et commerciales : ayant ainsi un pied dans la Banque, ils viennent de poser ces dernières années l'autre pied dans le socialisme, appuyant ainsi leur postérieur sur la littérature quotidienne de l'Allemagne... Vous pouvez vous imaginer quelle littérature nauséabonde cela doit faire.

Eh bien, tout ce monde juif qui forme une seule secte exploitante, une sorte de peuple sangsue, un parasite collectif dévorant et organisé en lui-même, non seulement à travers les frontières des États, mais à travers même toutes les différences d'opinions politiques, ce monde est actuellement, en grande partie du moins, à la disposition de Marx d'un côté, et des Rothschild de l'autre. Je sais que les Rothschild, tout réactionnaires qu'ils sont, qu'ils doivent être, apprécient beaucoup les mérites du communiste Marx ; et qu'à son tour le communiste Marx se sent invinciblement entraîné, par un attrait instinctif et une admiration respectueuse, vers le génie financier des Rothschild. La solidarité juive, cette solidarité si puissante qui s'est maintenue à travers toute l'histoire les unit. »
— Michel Bakounine, Œuvres complètes, éditions Champ libre, 1974, volume 2, L'Italie 1871-1872, p. 109.
Cependant, ce texte est resté inédit, et n'a été publié qu'en 1963. Il en est de même pour la plupart des écrits de ce genre, comme Aux compagnons de la fédération jurassienne, de février-mars 1872, publié pour la première fois en 1965. En octobre 1869, Bakounine entreprit de rédiger une Étude sur les Juifs allemands, dont il parla à son ami Herzen dans une lettre du 18 octobre 1869. Mais le manuscrit inédit et inachevé ne parle des Juifs que pendant trois pages, le reste étant une longue digression sur les Russes et les Allemands. Bakounine y dit ceci :
« (…) je ne suis aucunement l'ennemi, ni le détracteur des Juifs. Tout cannibale qu'on veuille bien me supposer, je ne pousse pas la barbarie à ce point, et je vous assure qu'à mes yeux toutes les nations se valent. Chacune d'ailleurs est un produit ethnographiquement historique et n'est par conséquent pas responsable ni de ses défauts, ni de ses mérites. »
— CD-rom des Œuvres Complètes, no EF 69043.
Et dans le texte Aux compagnons de la fédération jurassienne (cité plus haut), il précise :
« [La puissance juive] a été créée par plus de vingt-cinq siècles de persécutions. »
En réalité, c'est par opportunisme que Bakounine a utilisé l'argument antisémite, plusieurs de ses ennemis, qui l'avaient beaucoup calomnié, étant d'origine juive : Hess, Borkheim, Outine, et naturellement Marx lui-même. Ce genre d'arguments lui fut reproché par certains de ses partisans, comme l'anarchiste espagnol Anselmo Lorenzo. Il n'y a guère que dans Etatisme et Anarchie que Bakounine exprime publiquement ses sentiments sur Marx, mais le ton en est bien plus modéré que dans les articles cités ci-dessus :
« M. Marx est d'origine juive. On peut dire qu'il réunit en lui toutes les qualités et tous les défauts de cette race capable. Nerveux, certains disent jusqu'à la couardise, il est extrêmement vaniteux et ambitieux, querelleur, intolérant et absolu comme Jéhovah, le Dieu de ses ancêtres, et comme lui vindicatif jusqu'à la démence. Il n'est pas de mensonge ou de calomnie qu'il ne soit capable d'inventer et de répandre contre ceux qui ont eu le malheur de susciter sa jalousie, ou, ce qui revient au même, son animosité. (…) Il est rare de trouver un homme ayant tant de connaissances et ayant lu autant, et aussi intelligemment, que M. Marx. La science économique était, dès ce temps-là, l'unique objet de ses occupations. Il a étudié avec un soin particulier les économistes anglais (…) Mais à tout cela, M. Marx a encore ajouté deux nouveaux éléments : la dialectique la plus abstraite, la plus subtile - qu'il a empruntée à l'école hégélienne et poussée fréquemment jusqu'à l'espièglerie, jusqu'à la perversion - et le point de départ du communisme… on sait qu'il déteste Proudhon, et dans l'impitoyable critique qu'il en a faite il y a sans aucun doute beaucoup de vrai : malgré tous ses efforts pour se déplacer sur un terrain solide, Proudhon est resté un idéaliste et un métaphysicien. Son point de départ est la notion abstraite du droit; il va du droit au fait économique, tandis que M. Marx, contrairement à lui, a énoncé et démontré l'incontestable vérité, confirmée par toute l'histoire ancienne et moderne de la société humaine, des nations et des États, que le fait économique a toujours précédé et continue de précéder le droit politique et juridique. Un des principaux mérites scientifiques de M. Marx est d'avoir énoncé et démontré cette vérité »
— Étatisme et Anarchie, publié pour la première fois, en russe, en 1873 ; dans Œuvres Complètes, volume 4, Éditions Champ Libre, Paris 1976, p. 316-317.

## Œuvres
- Œuvres, P.V. Stock, 1895-1913, La bibliothèque sociologique, six volumes. Les deux premiers ont fait l'objet d'une nouvelle édition (Stock, 1980).
  - Volume I - Fédéralisme, socialisme et antithéologisme. Lettres sur le patriotisme. Dieu et l'État.
  - Volume II - Les Ours de Berne et l'Ours de Saint-Petersbourg. Lettres à un Français sur la crise actuelle. L'empire knouto-germanique et la révolution sociale.
  - Volume III - L'empire knouto-germanique et la révolution sociale, 2e livraison. Considérations philosophiques sur le Fantôme divin, sur le Monde réel et sur l'Homme.
  - Volume IV - Lettres à un Français, suite. Manuscrit de 114 pages, écrit à Marseille. Lettre à Esquiros. Préambule pour la seconde livraison de l'Empire knouto-germanique. Lettre à la Liberté de Bruxelles. Fragment formant une suite de l'Empire knouto-germanique.
  - Volume V - Articles écrits pour le journal l'Égalité. Lettre adressée aux citoyens rédacteurs du Réveil. Trois conférences faites aux ouvriers du Val de Saint-Imier.
  - Volume VI - Protestation de l'Alliance. Réponse d'un International à Mazzini. l'Internationale et Mazzini (par Saverio Friscia). Lettre à la section de l'Alliance de Genève. Rapport sur l'Alliance. Réponse à l'Unita Italiana. Circulaire à mes amis d'Italie à l'occasion du congrès de Rome.
- Archives Bakounine, publié pour l'Internationaal Instituut voor Sociale Geschiedenis d'Amsterdam, par Arthur Lehning, 1961-1981, 7 volumes (le premier en deux tomes), éditions E.J. Brill, Leiden. Réimpression en 8 volumes reliés sous le titre Œuvres complètes aux éditions Champ libre, fonds repris par Ivrea, 1973-1982. Réimpression des volumes II, III, IV et VII aux éditions Tops/Trinquier (2003). Dans la numérotation de l'édition originale :
  - Volume I (1) - Michel Bakounine et l'Italie (1871-1872). La polémique avec Mazzini.
  - Volume I (2) - Michel Bakounine et l'Italie (1871-1872). La Première Internationale en Italie et le conflit avec Marx.
  - Volume II - Les conflits dans l'Internationale (1872).
  - Volume III - Étatisme et anarchie (1873).
  - Volume IV - Relations avec Serge Netchaïev (1870-1872).
  - Volume V - Michel Bakounine et ses relations slaves (1870-1875).
  - Volume VI - La guerre franco-allemande et la révolution sociale en France (1870-1871).
  - Volume VII - L'empire knouto-germanique et la révolution sociale (1870-1871).
- Œuvres complètes, CD-Rom, Internationaal Instituut voor Sociale Geschiedenis, 2000.
- Théorie Générale de la Révolution, Paris, Les nuits rouges, 2001, rééd. 2008, réédition 2019  (ISBN 2-913112-02-1)
- Confession, trad. Paulette Brupbacher, Éditions Rieder, 1932 (6e édition). PUF, 1974 (avant-propos de Boris Souvarine). L'Harmattan, 2001.
- De la guerre à la Commune, Anthropos, 1972.
- Dieu et l'État, édition établie d'après le manuscrit original et présentée par Joël Gayraud, Mille et une nuits, Paris, 1996.
- Dieu et l'État, Éditions Labor, 2006.  (ISBN 2-8040-2270-6).
- Le sentiment sacré de la révolte, Les nuits rouges, 2004.  (ISBN 2-913112-23-4).
- Fédéralisme, socialisme, antithéologisme, L'Âge d'homme, 1971.
- Le socialisme libertaire, Denoël, 1973.
- Trois conférences faites aux ouvriers du Val de Saint-Imier, Canevas, 1990.
- La liberté. Choix de textes, J.J. Pauvert, 1969.
- Catéchisme révolutionnaire, L'Herne, 2009.
- Dans les Griffes de l'Ours ! , Lettres de prison et de déportation, Les Nuits Rouges, 2010.  (ISBN 2-913112-40-4).
- La Révolution libertaire, 140 textes choisis de Proudhon, Bakounine et Kropotkine, Éditions de l'Épervier, 2010,  (ISBN 978-2361940041), notice éditeur.
- Principes et organisation de la société internationale révolutionnaire, Éditions du Chat ivre, 2013.

#### À l'occasion du bicentenaire de la naissance
- Arthur Lehning, Bakounine et les autres : esquisses et portraits, Les Nuits rouges, 2013.
- René Berthier, Bakounine : L’Héritage 1899-1914, Cercle d’Études libertaires Gaston Leval, janvier 2014, texte intégral.
- René Berthier, Bakounine et la Réforme protestante suivi de La référence à Jan Hus chez Bakounine, Cercle d’Études libertaires Gaston Leval
- Philippe Pelletier (éd.), Actualité de Bakounine. 1814-2014, Les Editions du Monde libertaire, 2014 (avec les contributions de Jean-Christophe Angaut, Maurizio Antonioli, René Berthier, Philippe Corcuff, Gaetano Manfredonia, Franck Mintz et Philippe Pelletier)  (ISBN 9782915514568), extraits en ligne.
- Maurizio Antonioli, Bakounine : entre syndicalisme révolutionnaire et anarchisme, Éditions Noir et rouge, 2014.

### Dans la fiction
- Lorenza Foschini, La Princesse de Bakounine, Quai Voltaire, 2017,  (ISBN 978-2710383086), note critique.

### Articles
- Jean-Christophe Angaut, Le Catéchisme révolutionnaire ou le premier anarchisme de Bakounine, Triangle, CNRS, Lyon, 2013, texte intégral.

### Iconographie
- Flavio Costantini, Michel Bakounine, en ligne.
- Flavio Costantini, Bakounine : per la rivoluzione sociale, 1978, en ligne.

### Notices
- Dictionnaire des anarchistes, « Le Maitron » : notice biographique.
- Dictionnaire biographique, mouvement ouvrier, mouvement social, « Le Maitron » : notice biographique.
- Encyclopédie Larousse : Mikhaïl Aleksandrovitch Bakounine.